# Expropiación del petróleo en México

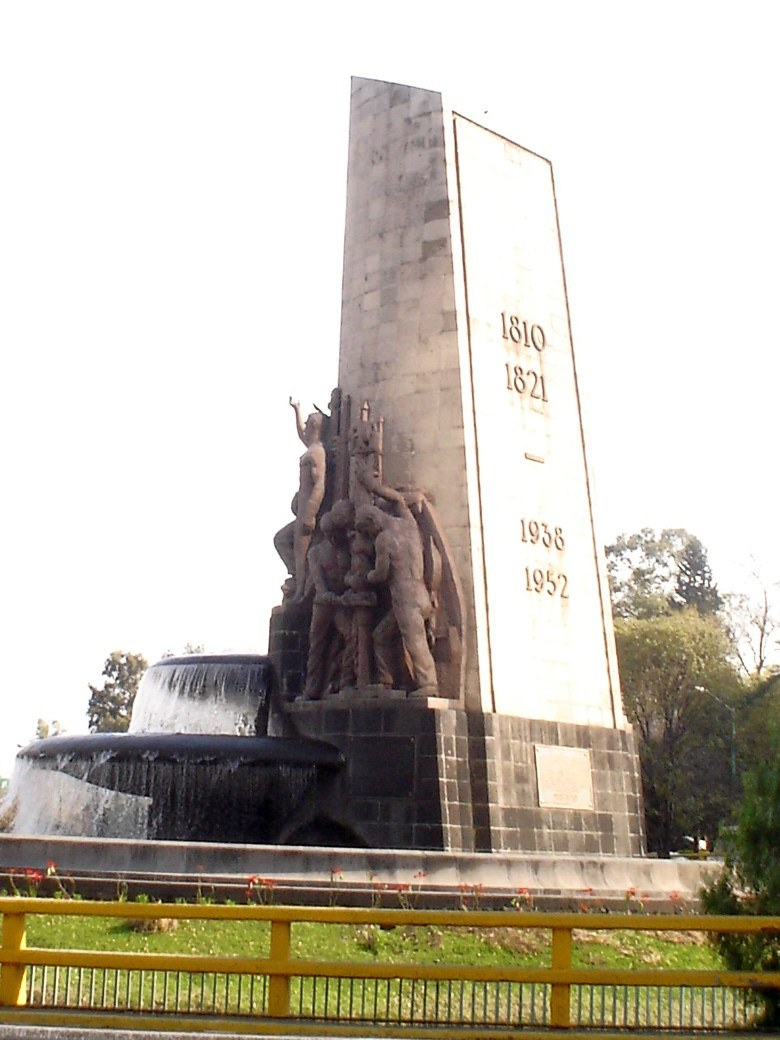
Monumento a la Industria Petrolera de México, obra del escultor Juan Fernando Olaguíbel y del arquitecto Vicente Mendiola inaugurada en 1952.

La    expropiación petrolera en México fue un acto de nacionalización de la industria petrolera realizado en el año de 1938, como resultado de ejecución de la Ley de Expropiación del año 1926 y del artículo 27 de la Constitución Mexicana a las compañías que explotaban estos recursos, mediante el decreto anunciado el 18 de marzo de 1938, por el presidente Lázaro Cárdenas del Río.
Este consistió en la expropiación legal de maquinaria, instalaciones, edificios, refinerías, estaciones de distribución, embarcaciones, oleoductos y, cosas de ese tipo en general, todos los bienes muebles e inmuebles, de la Compañía Mexicana de Petróleo llamada El Águila (Royal Dutch Shell), la Compañía Naviera San Cristóbal, la Compañía Naviera San Ricardo, la Huasteca Petroleum Company (subsidiaria de la Standard Oil Company de New Jersey, que se vio afectada al cambiar su nombre a Amoco Corporation), la Sinclair Pierce Oil Company, la Mexican Sinclair Petroleum Corporation, la Stanford y Compañía, El Agwi, la Compañía de Gas y Combustible Imperio, la Consolidated Oil Company of México, la Compañía Mexicana de Vapores San Antonio, la Sabalo Transportation Company, Clarita S A y Cacalilao Sociedad Anónima, así como de sus filiales o subsidiarias, con la promesa de cumplir con los pagos a los involucrados en el tiempo de diez años conforme a derecho, ya que estas compañías, constituidas bajo leyes mexicanas, se habían rehusado a acatar el laudo (sentencia) emitido por la Junta Federal de Conciliación y Arbitraje a favor del pago de mejores salarios a los obreros y trabajadores de esta industria, la cual fue ratificada por la Suprema Corte de Justicia de la Nación.

## Orígenes de la industria petrolera en México y primeros inversionistas extranjeros

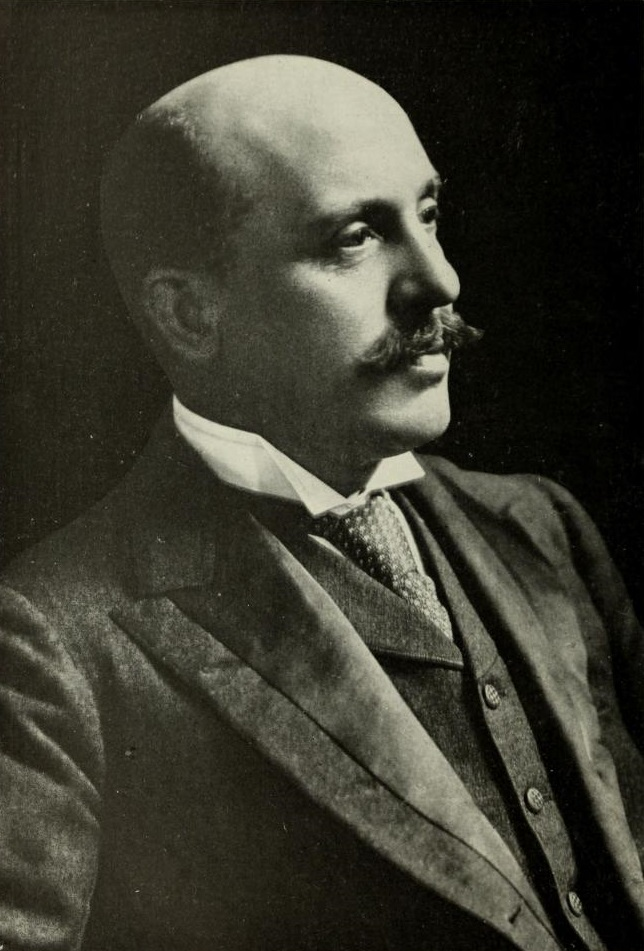
Sir Weetman Dickinson Pearson, Vizconde de Cowdray e inversionista británico, obtuvo concesiones en los estados de Veracruz, Tabasco, Campeche, Chiapas, San Luis Potosí y Tamaulipas, fue accionista mayoritario de la Compañía Petrolera El Águila, la cual vendió a la Royal Dutch Shell.

En 1862 el primer pozo petrolero superficial fue perforado por el ingeniero de minas Antonio de Castillo en el estado de Tabasco. Durante su régimen imperialista, Maximiliano de Habsburgo emitió un decreto que permitía explotar el petróleo en México siempre y cuando se hiciera con la anuencia del gobierno mexicano, de esta forma otorgó 38 concesiones petroleras a particulares. En 1869, en Veracruz se inició la explotación de las chapopoteras de Furberos.
En 1886, bajo el régimen porfirista, las primeras refinerías que comenzaron a operar en Veracruz fueron El Águila, obra de los estadounidenses Samuel Faribum y George Dickson, y la de la empresa estadounidense Water Pierce Oil Company de Henry Clay Pierce y William H. Waters, empresa subsidiaria de la Standard Oil Company, que años más tarde se convirtió en el Grupo Sinclair Pierce Oil. En 1890 se estableció la Compañía Petrolera Mexicana de California en San Luis Potosí. En 1896 el Grupo Sinclair construyó una refinería entre la desembocadura del río Pánuco y la ciudad de Tampico. En 1901, la Compañía Petrolera Mexicana de California comenzó a perforar el primer pozo petrolero en  Ébano, San Luis Potosí. Dos años más tarde estableció la primera refinería de asfalto de América Latina, asimismo continuó las exploraciones hasta contar con 19 pozos petroleros.
En 1901
, el británico sir Weetman Dickinson Pearson comenzó a invertir en el negocio petrolero mexicano con su compañía Pearson & Son, en 1906 organizó a la Compañía de Petróleo el Águila y construyó la primera refinería de Minatitlán, Veracruz, gracias a su amistad con políticos mexicanos consiguió permisos para explorar nuevos yacimientos en los estados de Campeche, Chiapas, San Luis Potosí, Tabasco, Tamaulipas y Veracruz. En 1909 reorganizó el consejo de administración de El Águila invitando a participar al gobernador del Distrito Federal, Guillermo de Landa y Escandón, al gobernador de Chihuahua, Enrique C. Creel, al presidente del consejo de Ferrocarriles Nacionales, Pablo Macedo, al presidente del Banco Central Mexicano, Fernando Pimentel y Fagoaga, al empresario Enrique Tron y al coronel Porfirio Díaz Ortega, hijo del presidente. De esta manera El Águila pudo obtener ventajas sobre su competidora Waters-Pierce para posicionarse en la venta de productos en México. En 1910 El Águila manejaba el 50% del mercado nacional. Posteriormente, en 1918, la mayor parte de las acciones de El Águila fueron adquiridas por la Royal Dutch Shell.
En 1906, el inversionista estadounidense Edward L. Doheny fundó la Huasteca Petroleum Company, en 1916 —con la ayuda de Ezequiel Ordóñez— perforó el pozo N.º 4 de  Cerro Azul, en 21 años este pozo produjo 89 millones de barriles.  Años más tarde la Huasteca formó parte de su grupo Pan-American Eastern Petroleum el cual terminó vendiendo a la Standard Oil Company de Indiana. Durante 35 años, la Huasteca y El Águila con sus filiales, fueron las compañías petroleras más grandes de México. La mayor parte de su producción fue exportada a Estados Unidos y Gran Bretaña.

## Explotación petrolera y política fiscal

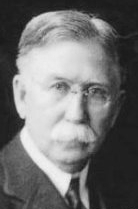
Edward L. Doheny, inversionista estadounidense, en 1906 fundó la Huasteca Petroleum Company que a partir de 1950 forma
parte de su grupo Pan-American Eastern Petroleum, el cual, poco después, fue vendido a la Standard Oil Company de Indiana.

Durante el régimen de Porfirio Díaz, el ministro de Hacienda, José Yves Limantour, favoreció las inversiones de capital extranjero, pues creía que al abrir las puertas a los capitalistas de otras naciones los bienes llegarían a México por añadidura. Esta política extranjerizante que fue aplicada para la explotación de minas y petróleo sería más tarde repudiada por la mayor parte de los líderes de la Revolución mexicana.
El 24 de diciembre de 1901, el gobierno de Porfirio Díaz expidió la Ley del Petróleo, dentro de los privilegios se eximió el pago de impuestos de importación de los equipos necesarios para explotar este producto, los capitales invertidos quedaron libres de gravamen de toda obligación fiscal por un período de diez años. Se permitió la compra de terrenos nacionales a precios de baldíos incluyendo un derecho de paso por terrenos particulares y una protección perimetral de 3 km en torno a la ubicación de los pozos petroleros. Desde la época de la colonia la legislación española separaba claramente la propiedad del suelo de la del subsuelo, este precepto siguió vigente en México desde su independencia hasta el 22 de noviembre de 1884 —durante los últimos días de la presidencia de Manuel González—, fecha en que se expidió el Código de Minería, por el cual se asimiló que, a partir de entonces, el propietario del suelo también lo sería del subsuelo; esta disposición era contraria a la legislación hispánica heredada desde la época virreinal, así lo había descrito José María Luis Mora —“En México no se da al propietario, como en Inglaterra, posesión de un terreno desde el cielo hasta el infierno sino sólo de la superficie”— en 1836. La ley petrolera promulgada en 1901, además de dejar en claro esta nueva disposición, señalaba que podían hacerse exploraciones y explotaciones en terrenos nacionales pagando un 7% de las utilidades obtenidas (beneficios) al gobierno federal y un 3% adicional a los gobiernos de los estados en donde se ubicasen los terrenos. Esta fue la situación legal en materia de petróleo que estuvo vigente durante las últimos años del siglo XIX y los primeros años del siglo XX, hasta la promulgación de la Constitución de 1917.
En 1901 la producción del petróleo fue de 10 000 barriles, pero la cifra aumentó paulatinamente hasta llegar a 12,5 millones de barriles en 1911, en contraste, los beneficios para México fueron pocos, este último año, el gobierno federal recibió por concepto del impuesto del timbre tan solo la cantidad de 26 000 pesos. En 1909, se promulgó una nueva ley del petróleo, con la que se dejó claro que la propiedad de los depósitos de combustibles minerales y materias bituminosas eran derecho del dueño del suelo.

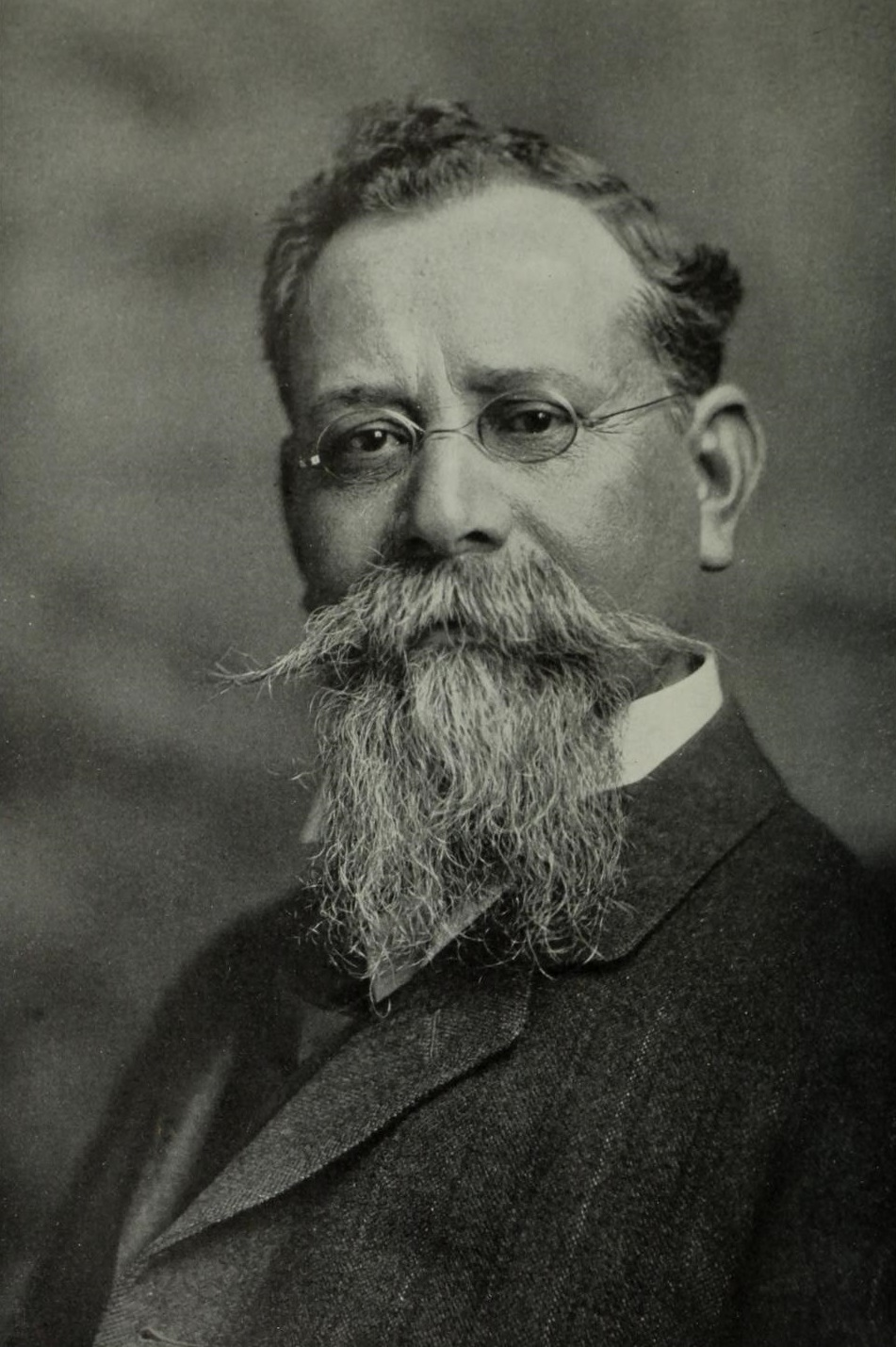
Venustiano Carranza, presidente de México, por recomendaciones de la Comisión Técnica del Petróleo, impulsó la restitución de las riquezas del subsuelo a la nación, las cuales se habían cedido durante el porfiriato a los dueños del suelo mediante la expedición del Código de Minería de 1894 y la Ley Petrolera de 1901, ambas reglamentaciones resultaron contrarias al sistema legislativo español heredado desde la época colonial, que había seguido vigente en México.

Una vez depuesto el régimen porfirista y siendo presidente de la república Francisco I. Madero, a la Ley del Timbre se le impuso un gravamen de 20 centavos por tonelada producida de petróleo, es decir, un equivalente de 3 centavos por barril, lo cual era algo irrisorio y beneficiaba enormemente a las empresas petroleras. Sin embargo esta disposición, dictada el 3 de junio de 1912, fue repudiada por los gerentes de las compañías petroleras, quienes manifestaron que el impuesto que pagaban en Estados Unidos era menor al pretendido por el nuevo gobierno mexicano.  Madero ordenó que las compañías petroleras declarasen el valor de sus propiedades, lo mismo que entregasen registros del petróleo extraído, lo cual habría de ser supervisado por la Secretaría de Fomento e Industria, pues no se conocía con certeza el volumen de los embarques que se exportaban, y por tanto no se sabría sobre que cantidades cobrar dicho impuesto, esto también fue rechazado por las empresas, que querían seguir operando libremente. Por su parte, las compañías estadounidenses pidieron a su gobierno realizar una protesta diplomática, el embajador Henry Lane Wilson y el Departamento de Estado apoyaron la moción para favorecer, principalmente, a la Standard Oil Company. Como resultado de esta presión diplomática el aumento previsto en el impuesto del timbre fue aplazado y no llegó a aplicarse debido a que en febrero de 1913 el presidente Madero fue derrocado mediante el movimiento golpista de la Decena Trágica, el cual fue apoyado con la colaboración intervencionista del embajador estadounidense.
Tanto el embajador Henry Lane Wilson como las compañías petroleras trataron de influir al recién electo Woodrow Wilson, pero el nuevo presidente,  a diferencia de su antecesor, William Howard Taft, tenía una ideológica política que pretendía mantener la democracia en las naciones de América Latina. Por esta razón, el nuevo presidente, haciendo caso omiso a las recomendaciones del Departamento de Estado, de la prensa y de los empresarios petroleros, fijó su postura en contra del gobierno golpista de Huerta y relevó a su embajador. En abril de 1914, con la excusa del incidente ocasionado por los tripulantes del cañero Dolphin anclado en Tampico y el desembarco de armas de un buque alemán destinado al gobierno golpista, Woodrow Wilson no dudó en ordenar la ocupación militar en Veracruz. Por la falta de recursos financieros, Huerta revivió la idea de Madero sobre el impuesto del timbre a la producción petrolera aumentando el gravamen a 65 centavos de dólar por tonelada de petróleo. Los empresarios petroleros se sintieron defraudados por esta medida, al no encontrar apoyo en los estadounidenses, Huerta buscó el apoyo de los británicos, quienes competían por el petróleo mexicano contra Estados Unidos. Wilson reafirmó su postura y consideró una invasión militar, pero esta no fue necesaria, Huerta no pudo sostener su poder y dimitió a la presidencia.
Ese mismo año, Venustiano Carranza expidió un decreto que imponía un impuesto de barra de 10 centavos por tonelada de petróleo exportada y solicitó a los empresarios un avalúo de sus instalaciones, lo que provocó nuevamente el disgusto de las empresas petroleras, que pagaron el impuesto bajo protesta y se negaron a entregar la información solicitada. El 10 de noviembre se levantó en armas Manuel Peláez en contra de los carrancistas en la región petrolera de la Huasteca, lucha que continuó hasta 1917, incluso cuando el gobierno de Carranza ya se había constituido legalmente. Siempre con la intención de alejar de la región petrolera al gobierno nacional, el ejército de Peláez fue sostenido por las empresas estadounidenses e inglesas hasta 1920, fecha en que el rebelde se rindió al triunfar el Plan de Agua Prieta. Durante los primeros años de la Primera Guerra Mundial, con el objeto de defender sus intereses, los empresarios estadounidenses solicitaron al presidente Woodrow Wilson ordenar una ocupación militar en la zona petrolera, pero a diferencia de la intervención contra el régimen huertista, en esta ocasión, la petición fue negada.
En 1917 se produjeron 55 millones de barriles de petróleo en México, en 1918 la cifra aumentó a casi 64 millones y en 1919 a 87 millones. Para 1920 la producción se elevó a 158 millones y alcanzó su máximo en 1921 al producirse poco más de 193 millones de barriles. No obstante, el descenso de la producción comenzó en los años subsecuentes hasta llegar a una cifra inferior a los 40 millones de barriles anuales.

## Artículo  27 Constitucional

La Faja de Oro, región petrolera de México, tuvo su mayor auge de 1911 a 1922.
El pozo Potrero del Llano produjo 117 millones de barriles en 28 años, el pozo Cerro Azul produjo 89 millones de barriles en 21 años, mientras que el pozo Juan Casiano produjo 75 millones de barriles en tan sólo 9 años.
Se estima que de 1901 a 1937 los campos petroleros mexicanos produjeron 1866 millones de barriles.

En 1914, Luis Cabrera propuso aumentar la participación del Estado en los beneficios de la explotación petrolera, la Secretaría de Fomento, Colonización e Industria comenzó a poner en práctica las primeras medidas para reivindicar a la nación la propiedad de las riquezas del subsuelo. El 15 de marzo de 1915, un grupo de abogados e ingenieros coordinados por el general Cándido Aguilar —quien era gobernador de Veracruz y yerno de Venustiano Carranza— crearon la Comisión Técnica del Petróleo. Un año más tarde, dicha Comisión presentó un informe señalando la necesidad de restituir a la nación las riquezas del subsuelo, cuya explotación había sido cedida libremente a los dueños del suelo durante el porfiriato. Con estos antecedentes y con la colaboración de Andrés Molina Enríquez, Francisco J. Múgica y Pastor Rouaix, entre otros, el Congreso Constituyente distinguió la propiedad del suelo y el subsuelo, en la redacción del artículo 27 de la Constitución Política de los Estados Unidos Mexicanos de 1917 se señaló que el dominio del primero podía transmitirse en propiedad privada, pero el subsuelo y sus riquezas pertenecían al dominio directo, inalienable e imprescriptible de la nación, la cual podía otorgar concesiones para su explotación:

Corresponde a la Nación el dominio directo de todos los minerales o substancias que en vetas, mantos, masas o yacimientos, constituyan depósitos cuya naturaleza sea distinta de los componentes de los terrenos, tales como los minerales de los que se extraigan metales y metaloides utilizados en la industria; los yacimientos de piedras preciosas, de sal de gema y las salinas formadas directamente por las aguas marinas. Los productos derivados de la descomposición de las rocas, cuando su explotación necesite trabajos subterráneos, los fosfátos susceptibles de ser utilizados como fertilizantes, los combustibles minerales sólidos, el petróleo y todos los carburos de hidrógeno sólidos, líquidos o gaseosos.

Son también de la Nación las aguas de los mares territoriales en la extensión y términos que fija el Derecho Internacional [...]

En los casos a que se refieren los dos párrafos anteriores, el dominio de la Nación es inalienable e imprescriptible, y sólo podrán hacerse concesiones por el Gobierno Federal a los particulares o sociedades civiles o comerciales constituidas conforme a las leyes mexicanas, con la condición de que se establezcan trabajos regulares para la explotación de los elementos de que se trata, y se cumplan con los requisitos que prevengan las leyes.
Fragmento del artículo 27 de la Constitución publicado en el Diario Oficial el 5 de febrero de 1917.

De esta forma la nueva carta magna abolió el sistema de los privilegios absolutos respecto a los yacimientos que se habían otorgado durante el porfiriato. Una vez nulificados los derechos de propiedad de los hidrocarburos del subsuelo, también se facultó al poder Ejecutivo, si este lo requería, a revisar y declarar nulas las concesiones y los contratos petroleros celebrados desde 1876.
La reacción de las compañías petroleras no se hizo esperar, mediante presiones diplomáticas, amenazas de invasión militar y recursos jurídicos trataron de invalidar esta nueva norma constitucional. Lograron impedir que Carranza aprobara la ley reglamentaria correspondiente al Artículo 27 Constitucional mediante juicios de amparo insistiendo en la no retroactividad de la ley para salvaguardar sus intereses y continuar con el dominio absoluto de las riquezas del subsuelo. El Departamento de Estado de los Estados Unidos apoyó a las compañías petroleras y de forma sistemática se opuso a cualquier medida que pretendiese adoptar el Gobierno Mexicano para hacer cumplir el artículo 27 constitucional. La presión llegó hasta el punto en que el senador Albert B. Fall presentó un estudio en el Congreso de los Estados Unidos recomendado no reconocer al Gobierno Mexicano en tanto no fuesen derogados los artículos 3, 27, 33 y 130 de la Constitución Mexicana, así como realizar una ocupación militar. Por su parte, las compañías petroleras auspiciaron la idea separatista de crear una república independiente con los territorios de Baja California, Chihuahua, Coahuila, Nuevo León, Sonora, Tamaulipas y el norte de Veracruz.
Al triunfar el Plan de Agua Prieta y ser asesinado Venustiano Carranza, el grupo político-militar de Sonora gobernó en México. Adolfo de la Huerta fue designado como Presidente interino de junio a noviembre de 1920, su gobierno no fue reconocido por Estados Unidos, aduciéndose que había sido el resultado de un levantamiento armado, aunque en realidad el Departamento de Estado de los Estados Unidos había emitido un memorándum —que se publicó en el periódico El Universal— exigiendo al nuevo gobierno derogar los decretos petroleros de Carranza y el artículo 27 constitucional, y dar curso legal y a favor de los juicios de amparo interpuestos por las compañías petroleras, entre otros puntos, con lo cual de facto se hacía un reconocimiento de la legalidad del gobierno de Adolfo de la Huerta.
Al asumir el cargo de presidente, Álvaro Obregón reclamó al gobierno estadounidense el reconocimiento de su gobierno, y como prueba de sus buenas intenciones desarrolló en sus inicios una política laxa respecto a los aspectos legales sobre la propiedad del petróleo del subsuelo; pero con todo y ello se tiene que en 1921 la Suprema Corte de Justicia de la Nación resolvió el primer caso de amparo de no aplicar retroactividad del artículo 27 constitucional a favor de la Texas Oil Company, para 1922 se sumaron 4 ejecutorias semejantes, estableciéndose así jurisprudencia sobre el tema. Luego ante la actitud indiferente del gobierno estadounidense al reconocimiento político exigido, Obregón aumentó los impuestos de exportación al petróleo y sus derivados, esta medida tenía también como objetivo el poder reunir recursos financieros para los planes de su administración y comenzar a pagar la deuda externa del Gobierno Mexicano.  Ante ello las compañías petroleras como protesta por tal disposición hacendaria suspendieron sus exportaciones y despidieron a un gran cantidad de trabajadores, obligando, de esta forma, a que Obregón redujera a la mitad el incremento de los impuestos. Por otro lado y a iniciativa del abogado principal de la Texas Oil Company se formó una comisión para negociar los problemas entre México y Estados Unidos. A finales de agosto de 1923 se firmó el mal llamado Tratado de Bucareli. Con este acuerdo bilateral —que no fue aprobado ni por el Congreso de Estados Unidos ni por el de México— se garantizaron las viejas concesiones petroleras y mineras dejando sin efecto al artículo 27 constitucional, a cambio, el presidente Warren G. Harding concedió el anhelado reconocimiento diplomático al gobierno de Obregón y se comprometió a no apoyar a sus detractores. El 31 de agosto de 1923 las relaciones diplomáticas entre Estados Unidos y México se reanudaron, fue una época de bonanza y explotación desmedida en los yacimientos de la región petrolera de la Faja de Oro.

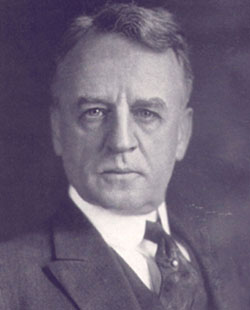
Dwight Morrow, embajador de Estados Unidos en México, durante su gestión logró convencer al presidente Plutarco Elías Calles para favorecer los intereses de las compañías petroleras.

Cuando Plutarco Elías Calles asumió la presidencia no reconoció el Tratado de Bucareli, al considerar que este había sido en realidad un “acuerdo entre caballeros” que comprometió a Obregón pero no a sus sucesores, En 1925 la Secretaría de Industria, Comercio y Trabajo comenzó a redactar leyes reglamentarias sobre el artículo 27 constitucional, las cuales se dieron a conocer en diciembre de 1925 y enero de 1926,  las empresas que habían adquirido sus terrenos deberían cambiar sus títulos de propiedad absoluta por concesiones que tendrían una duración de 50 años, asimismo se racionalizaría la explotación de los yacimientos que habían comenzado a dar señales de agotamiento. Tanto los empresarios petroleros como el gobierno de Washington se negaron a reconocer la nueva ley insistiendo en que era contrario a las normas del derecho internacional aplicar de manera retroactiva el artículo 27 a los acuerdos otorgados durante el porfiriato, el gobierno mexicano justificaba su acción argumentando que los recursos del subsuelo constituían parte de la soberanía de la nación.  A mediados de 1927, el presidente Calvin Coolidge designó como nuevo embajador a Dwight W. Morrow en sustitución de James R. Sheeffield, el nuevo embajador negoció las diferencias entre ambos países, mediante el Acuerdo Morrow-Calles se aceptó que los títulos de propiedad fueran cambiados a concesiones confirmatorias, pero se reconocieron totalmente los derechos adquiridos por las empresas petroleras antes de 1917 y se suprimió el límite establecido de 50 años. En noviembre de 1927, por sugerencia presidencial, el Poder Judicial declaró anticonstitucional la nueva ley reglamentaria por su carácter retroactivo y confiscatorio. A cambio, Morrow ofreció asesoría de expertos financieros para estudiar la situación económica de México y sobre la base de términos realistas se hizo un plan para pagar y renegociar la deuda externa; por otra parte, se ofreció como mediador para lograr la paz de la guerra Cristera. Los empresarios petroleros no estuvieron del todo satisfechos, pero cuando el Departamento de Estado emitió un comunicado el 28 de marzo de 1928 anunciando oficialmente que daba fin al conflicto con el gobierno de Calles y les informó que no estaba dispuesto a presionar más a México, las compañías comenzaron a presentar sus solicitudes de concesiones confirmatorias.
Durante el maximato —período que comprende las administraciones de los presidentes Emilio Portes Gil, Pascual Ortiz Rubio y Abelardo Rodríguez y en el que Plutarco Elías Calles ejerció una fuerte influencia sobre la política de México— no hubo grandes cambios en el tema petrolero hasta 1934, cuando a finales de la presidencia de Abelardo Rodríguez se estableció que los yacimientos que se encontraran en una franja de 100 km a lo largo de costas y fronteras serían considerados como parte de las reservas nacionales; y, por otra parte, se creó la empresa Petróleos de México S.A. (Petromex), cuya función era competir contra las compañías extranjeras en el mercado interno para explorar, explotar, vender y distribuir petróleo y sus derivados para reducir los precios y asegurar el abasto en el país. La exportación de petróleo, que venía en descenso desde 1923, se vio afectada por la gran depresión de 1929 y por el hallazgo de los yacimientos en Venezuela y Medio Oriente, en 1932 se exportaron solamente 32 millones de barriles, a partir de entonces hubo un ligero repunte en los volúmenes de exportación, pero estos no alcanzaron los números que se habían logrado en 1921, en 1937 se produjeron 47 millones de barriles.

## Cardenismo

### Sindicato petrolero
En 1935 el presidente Lázaro Cárdenas del Río selló una alianza con el movimiento de los obreros que demandaba mejores condiciones de vida y al mismo tiempo impulsó la creación de una gran central obrera que apoyara a su gobierno. Cárdenas llegó a manifestar que las empresas deberían pagar a sus trabajadores sueldos sobre la base de su capacidad económica y no sobre la base de la simple oferta y demanda de la mano de obra, es decir, si el estado financiero de una empresa le permitía aumentar los salarios a sus trabajadores, esta debería de hacerlo. En 1935 había tantos sindicatos de trabajadores petroleros como empresas, por tal motivo, las prestaciones sociales y salarios eran muy diferentes en cada sitio a pesar de que los obreros realizaban las mismas tareas. El 15 de agosto, a pesar de la renuencia de las compañías petroleras, sus obreros y empleados lograron unificarse en el Sindicato de Trabajadores Petroleros de la República Mexicana para defender sus intereses y demandar iguales y mejores condiciones de empleo mediante la firma de un nuevo contrato colectivo de trabajo. Las primeras negociaciones comenzaron a mediados de 1936, sin lograr llegar a un acuerdo, las pláticas entre trabajadores y empresarios estuvieron a punto de romperse en noviembre. Por primera vez, el gobierno intervino para convencer a ambas partes que continuaran con sus negociaciones.

### Ley de expropiación
Casi al mismo tiempo, el 25 de noviembre de 1936, se promulgó la Ley de Expropiación en el Diario Oficial. Si bien la imposibilidad de ejercer de forma retroactiva la ley petrolera de 1926 y las modificaciones a la misma ley pactadas por Plutarco Elías Calles habían impedido que la Nación tuviese el dominio directo de los yacimientos petroleros, el mismo artículo 27 y el conflicto laboral dejaron abierta otra posibilidad: 
el 18 de marzo de 1938, el general Lázaro Cárdenas del Río hizo la expropiación petrolera a las empresas extranjeras basándose en la siguiente ley de la constitución de 1917 que dice lo siguiente:

La propiedad de las tierras y aguas comprendidas dentro de los límites del territorio nacional, corresponde originariamente a la Nación, la cual, ha tenido y tiene el derecho de transmitir el dominio de ellas a los particulares, constituyendo la propiedad privada.

Esta no podrá ser apropiada sino por causa de la utilidad pública y mediante indemnización.
Fragmento del artículo 27 de la Constitución publicada en el Diario Oficial el 5 de febrero de 1917.

Al darse a conocer la Ley de Expropiación que permitía al gobierno tomar cualquier propiedad si el interés público así lo requería y que fijaba hasta un plazo de diez años para compensar a los propietarios, el embajador estadounidense, Joseph Daniels, expresó su preocupación a Lázaro Cárdenas.  El presidente le contestó que no era su intención expropiar sobre esta base ninguna rama industrial controlada por capital extranjero. En 1937 fue creada la Administración General del Petróleo Nacional (AGPN), organismo que asumió las propiedades y tareas de Petromex y que dependió directamente del Poder Ejecutivo.esto beneficio la expropiación petrolera en la organización.Así fue como este recurso se convirtió en propiedad de la nación; lo cual significa que el gobierno es el encargado de administrarlo; desde sacarlo de la tierra hasta transformarlo en productos como gasolina y venderlo. La decisión de expropiar se tomó porque las empresas petroleras no querían mejorar las condiciones de sus trabajadores, quienes pedían trabajar ocho horas al día pues, en esa ápoca laboraban más tiempo, además solicitaban que se les pagaran si se enfermaban, entre otras peticiones.

## Conflicto laboral

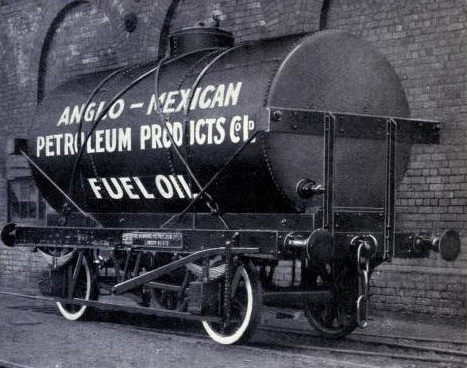
Vagón petrolero de la Anglo-Mexican Petroleum Company, empresa transportadora subsidiaria de la petrolera de capital británico y neerlandés, Compañía Mexicana de Petróleo El Águila S.A., que sería sujeta a expropiación en 1938.

Para mayo de 1937 las negociaciones entre el Sindicato de Trabajadores Petroleros de la República Mexicana y las compañías petroleras no habían logrado llegar a un acuerdo, los obreros demandaban la firma de un contrato colectivo de trabajo, una semana de 40 horas, el pago de salarios completos en caso de enfermedad y la cantidad de 65 millones de pesos para pago de salarios y prestaciones, por su parte los empresarios rechazaban firmar el contrato y ofrecían tan solo 14 millones de pesos. El día 17 el sindicato emplazó a huelga a los trabajadores, la cual se hizo efectiva a partir del día 28. A los pocos días comenzó a escasear la gasolina y otros derivados, lo cual afectó la vida económica de todo el país, incluso, en la Ciudad de México, en las calles se podía percibir la ausencia de automóviles particulares, autobuses de pasajeros y camiones de carga. Debido a los daños que estaba sufriendo el país por falta de abasto de combustibles, por segunda ocasión, intervino el presidente de la República, el 7 de junio solicitó a los dirigentes del sindicato levantar la huelga y, debido a que las posturas entre sindicato y empresas parecían irreconciliables, les sugirió plantear el problema como un asunto de orden económico ante la Junta Federal de Conciliación y Arbitraje. Los trabajadores accedieron y la huelga se levantó el 9 de junio.
De conformidad con la ley se designaron tres peritos que deberían presentar un informe sobre el estado de la industria con sus aspectos fundamentales así como un dictamen sugerido para resolver el conflicto. Para este fin fueron nombrados el subsecretario de Hacienda, Efraín Buenrostro, el subsecretario de Economía Nacional, Mariano Moctezuma y Jesús Silva Herzog, quien era asesor de la Secretaría de Hacienda. Este último también fue propuesto por Vicente Lombardo Toledano, quien era el secretario general de la Confederación de Trabajadores de México (CTM). Con la ayuda de un equipo de 60 personas, entre los cuales había ingenieros petroleros, economistas, sociólogos, contadores, estadígrafos y taquimecanógrafas, se procedió a hacer un informe de 2500 páginas y un dictamen de 80 páginas. Se consideró que la empresa El Águila había tenido un promedio de utilidades anuales de 55 millones de pesos, por lo que se concluyó que debería pagar 26 millones de pesos por conceptos salarios y prestaciones sociales adicionales a lo pagado en 1936.
El dictamen de la comisión pericial fue presentado ante la Junta Federal de Conciliación y Arbitraje el 3 de agosto, los empresarios refutaron el dictamen aduciendo no tener capacidad para pagar los 26 millones por concepto de prestaciones y salarios. Por tercera ocasión, el presidente intervino, el día 2 de septiembre citó a los representantes de las compañías y a los peritos en sus oficinas de Palacio Nacional. En esta reunión uno de los gerentes de El Águila afirmó que esta compañía era mexicana y que no era cierto que se tratase de una subsidiaria de entidad extranjera, en respuesta Silva Herzog mostró un periódico financiero londinense en donde aparecía un informe de la Royal Dutch Shell de 1928, en cual se decía que “Nuestra subsidiaria, la Compañía Mexicana de Petróleo El Águila había obtenido buenas utilidades durante su último ejercicio”, se añadía, además, que para evitar el pago de impuestos elevados se había decidido dividir las acciones de 10 pesos, 4 para El Águila de México y 6 para una nueva compañía El Águila de Canadá. Con esta estrategia El Águila de México vendía a The Eagle Shipping Company sus productos por debajo de los precios del mercado, en lugar de venderse el barril a 3.19 USD se vendía a 1.96 USD, de esta manera se ocultaban las utilidades para reducir el pago de impuestos en México y trasladar parte de la contribución sobre las utilidades a otro país. No pudo concretarse ningún acuerdo, Cárdenas informó al embajador estadounidense que en el futuro el gobierno mexicano tendría que establecer un control sobre las actividades petroleras, los salarios e impuestos serían fijados de acuerdo a un criterio oficial.
La Junta Federal de Conciliación y Arbitraje otorgó largos y diversos plazos a las compañías petroleras para que estas presentaran en forma sus objeciones al dictamen. El 8 de diciembre los obreros realizaron un paro de labores en protesta para que la Junta tomase una decisión. Finalmente, el 18 de diciembre la Junta falló en favor del sindicato ordenando pagar los 26 millones de pesos respaldando el dictamen pericial y adicionando algunas observaciones de carácter jurídico. El 29 de diciembre las empresas acudieron ante la Suprema Corte de Justicia de la Nación para apelar el fallo y presentar un amparo. Al mismo tiempo, las compañías petroleras retiraron sus fondos de los bancos mexicanos, enviaron la mayor parte de sus carros-tanque y barcos a Estados Unidos, además se dieron a la tarea de difundir la noticia que el tipo de cambio cambiario de 3.60 pesos por dólar no podría sostenerse.
Después de dos meses de deliberaciones, el 1 de marzo de 1938, la Suprema Corte de Justicia de la Nación ratificó el laudo de la Junta Federal de Conciliación y Arbitraje, negó el recurso presentado por los abogados de los empresarios y estableció como fecha límite el 7 de marzo para que las compañías petroleras dieran cumplimiento a la sentencia.

## Expropiación petrolera

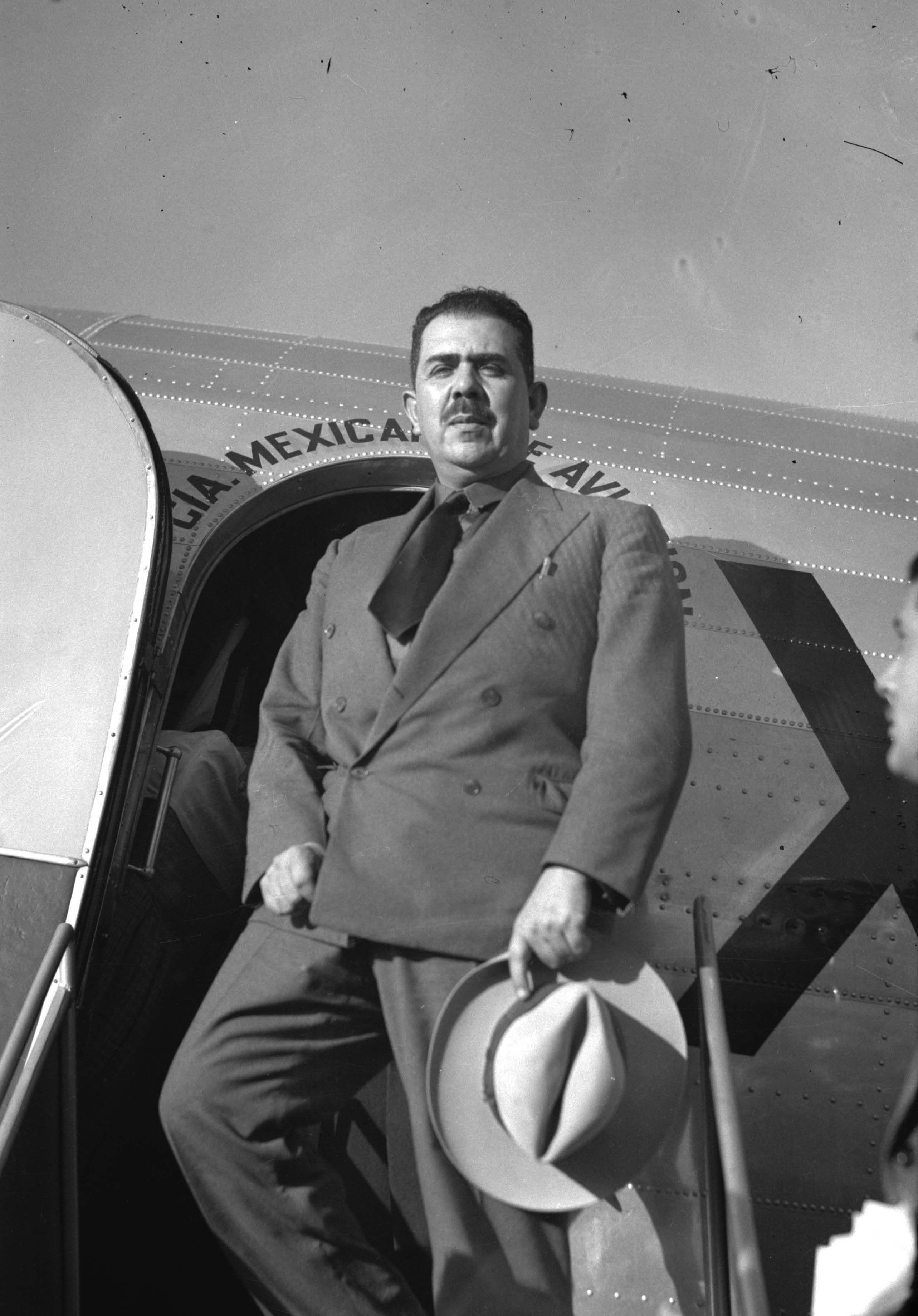
Lázaro Cárdenas del Río, presidente de México de 1934 a 1940, implementó una política nacionalista, intercedió durante el conflicto entre obreros y compañías en varias ocasiones, el 18 de marzo de 1938, mediante un discurso dirigido por radio a la nación, dio a conocer el decreto expropiatorio.

La presión que ejercieron las empresas estadounidenses al retirar sus fondos bancarios para provocar una crisis monetaria fue aumentada por la decisión de las autoridades de su gobierno para no reanudar un convenio anual que tenían con México para la compra de plata, contrato anual que desde principios de 1938 había empezado a ser revisado de forma mensual. En el campo diplomático, las legaciones de Estados Unidos y Gran Bretaña insinuaron al gobierno la imperiosa necesidad de llegar a un acuerdo con las empresas petroleras. El conflicto obrero-patronal se convirtió en un conflicto directo entre el gobierno y las empresas petroleras.
El presidente Lázaro Cárdenas tuvo reuniones con las compañías el 3, 6 y 7 de marzo para tratar de convencer a los representantes de las empresas acceder a pagar la suma de 26 millones de pesos, pero éstos se negaron no tanto para dilucidar si podían o no acceder al aumento, sino para evitar sentar este precedente. El día 7, uno de los representantes preguntó “¿quién garantizará que el aumento sólo sea de 26 millones de pesos?”, Cárdenas le respondió “yo lo garantizo”, el representante esbozó una sonrisa y preguntó de nuevo “¿Usted?”, y Cárdenas afirmó “Sí, el Presidente de la República”, al mismo tiempo que dio por terminada la reunión. Terminado el plazo legal establecido por la Suprema Corte de Justicia, las compañías petroleras se encontraban en abierta rebeldía por no acatar sentencia. Los empresarios extranjeros consideraron que México no tenía recursos propios para hacer frente al proceso de producción y comercialización internacional de su petróleo.
El 9 de marzo, todas las representaciones de México en el extranjero recibieron un memorándum que advertía la posibilidad de que se realizara la expropiación petrolera. A pesar de la gravedad de esta posible situación, el tono del documento era optimista ante las dificultades económicas que conllevarían tomar esta decisión. El embajador de México en Estados Unidos, Francisco Castillo Nájera, llegó a pensar en una respuesta militar.
El viernes 18 de marzo de 1938, las compañías extranjeras, advertidas por personas dentro del gobierno de que el presidente planeaba una acción enérgica en contra de ellas, declararon en el último momento estar dispuestas a hacer el pago, pero condicionando una rebaja en las prestaciones y aumentando el número de empleados de confianza en una proporción que permitiera a las empresas mantener el control de sus decisiones clave. Pero el presidente Cárdenas ya había tomado una decisión, y la propuesta fue rechazada. Después de reunirse con su gabinete, a las 10 de la noche, declaró la expropiación mediante la cual la riqueza petrolera, que explotaban las compañías extranjeras, se volvió propiedad de la nación mexicana, lo cual era uno de los ideales sociales de la Revolución Mexicana asentados en el artículo 27 Constitucional y respondía a la política nacionalista del presidente Cárdenas.

### Discurso de expropiación
El discurso de expropiación que el presidente Cárdenas dirigió por radio a la nación tuvo una duración de poco más de quince minutos. Dio a conocer la negativa de las compañías petroleras para dar cumplimiento al fallo de la Suprema Corte de Justicia, denunció la substracción de fondos que habían hecho con antelación los empresarios para justificar su incapacidad para pagar a los obreros el monto que dictó la Junta Federal de Conciliación y Arbitraje. Expuso las repercusiones y afectaciones que tendría el país si la producción del combustible fuera nula o insuficiente. Explicó que siendo esos motivos de interés público para los mexicanos, y aún para los extranjeros residentes en la república, se veía obligado a actuar de inmediato para aplicar la Ley de Expropiación y de esta manera no afectar a la industria ni a la economía del país.
El discurso incluyó una breve historia de la actuación de las empresas petroleras. Explicó que estas habían gozado durante muchos años de beneficios fiscales, franquicias aduanales e innumerables prerrogativas, a veces, en contra del derecho público. Señaló que, en contraste, la obra social de las compañías petroleras había sido prácticamente nula, que alrededor de los sitios donde se habían establecido no había escuelas, centros sociales, campos deportivos, hospitales ni obras de aprovisionamiento o saneamiento de agua, ni siquiera plantas de energía eléctrica que podrían haber funcionado con los millones de metros cúbicos de gas que desperdiciaban en sus explotaciones. Así mismo, señaló que en los campamentos de las compañías el personal extranjero contaba con confort, refrigeración y protección contra insectos, mientras que para el personal nacional los trabajos eran rudos y agotadores con salarios inferiores. Denunció las historias de atropellos, abusos y asesinatos derivadas de actos cometidos por agrupaciones y policía privada para salvaguardar los intereses de las compañías, así como la existencia de las facciones rebeldes —financiadas por las empresas petroleras— que se mantuvieron levantadas en armas en la Huasteca y el Istmo de Tehuantepec, entre 1917 y 1920, contra el gobierno constituido. Denunció también las acciones intervencionistas que las compañías petroleras habían realizado en contra de la política nacional cada vez que veían afectados sus negocios por la fijación de impuestos o por el retiro de las tolerancias a las que estaban acostumbradas.  
Pidió a la nación el respaldo moral y material para poder llevar a cabo el acto de expropiación que podría representar un sacrifico económico para poder saldar el compromisos de indemnización y un eventual reajuste cambiario. A la opinión internacional dejó en claro que el deseo que tenía su gobierno era comercializar el petróleo mexicano con países de tendencia democrática.

Se trata de un caso evidente y claro que obliga al Gobierno a aplicar la Ley de Expropiación en vigor, no sólo para someter a las empresas petroleras a la obediencia y a la sumisión, sino porque habiendo quedado rotos los contratos de trabajo entre las compañías y sus trabajadores, por haberlo así resuelto las autoridades del trabajo, de no ocupar el Gobierno las instituciones de las compañías, vendría la paralización inmediata de la industria petrolera, ocasionando esto males incalculables al resto de la industria y a la economía general del país.

Planteada así la única solución que tiene este problema, pido a la nación entera un respaldo moral y material suficiente para llevar a cabo una resolución tan justificada, tan trascendente y tan indispensable.

Y como pudiera ser que los intereses que se debaten en forma acalorada en el ambiente internacional, pudieran tener de este acto de exclusiva soberanía y dignidad nacional que consumamos, una desviación de materia primas, primordiales para la lucha en que están empeñadas las más poderosas naciones, queremos decir que nuestra explotación petrolífera no se apartará un sólo ápice de la solidaridad moral que nuestro país mantiene con las naciones de tendencia democrática y a quienes deseamos asegurar que la expropiación decretada sólo se dirige a eliminar obstáculos de grupos que no sienten la necesidad evolucionista de los pueblos, ni les dolería ser ellos mismos quienes entregaran el petróleo mexicano al mejor postor, sin tomar en cuenta las consecuencias que tienen que reportar las masas populares y las naciones en conflicto.
Fracciones del texto leído por el presidente Lázaro Cárdenas en Palacio Nacional, el 18 de marzo de 1938.

Terminado el discurso, dio lectura a los cuatro artículos del decreto de expropiación con sus dos consideraciones: a) la negativa de las empresas a acatar el fallo de la Junta de Conciliación y la ejecutoria de la Suprema Corte de Justicia; b) y la aplicación de la ley de expropiación basada en el artículo 27 constitucional,  debido a que la suspensión total de actividades petroleras paralizaría los transportes e industria lo cual produciría graves trastornos a la población. 

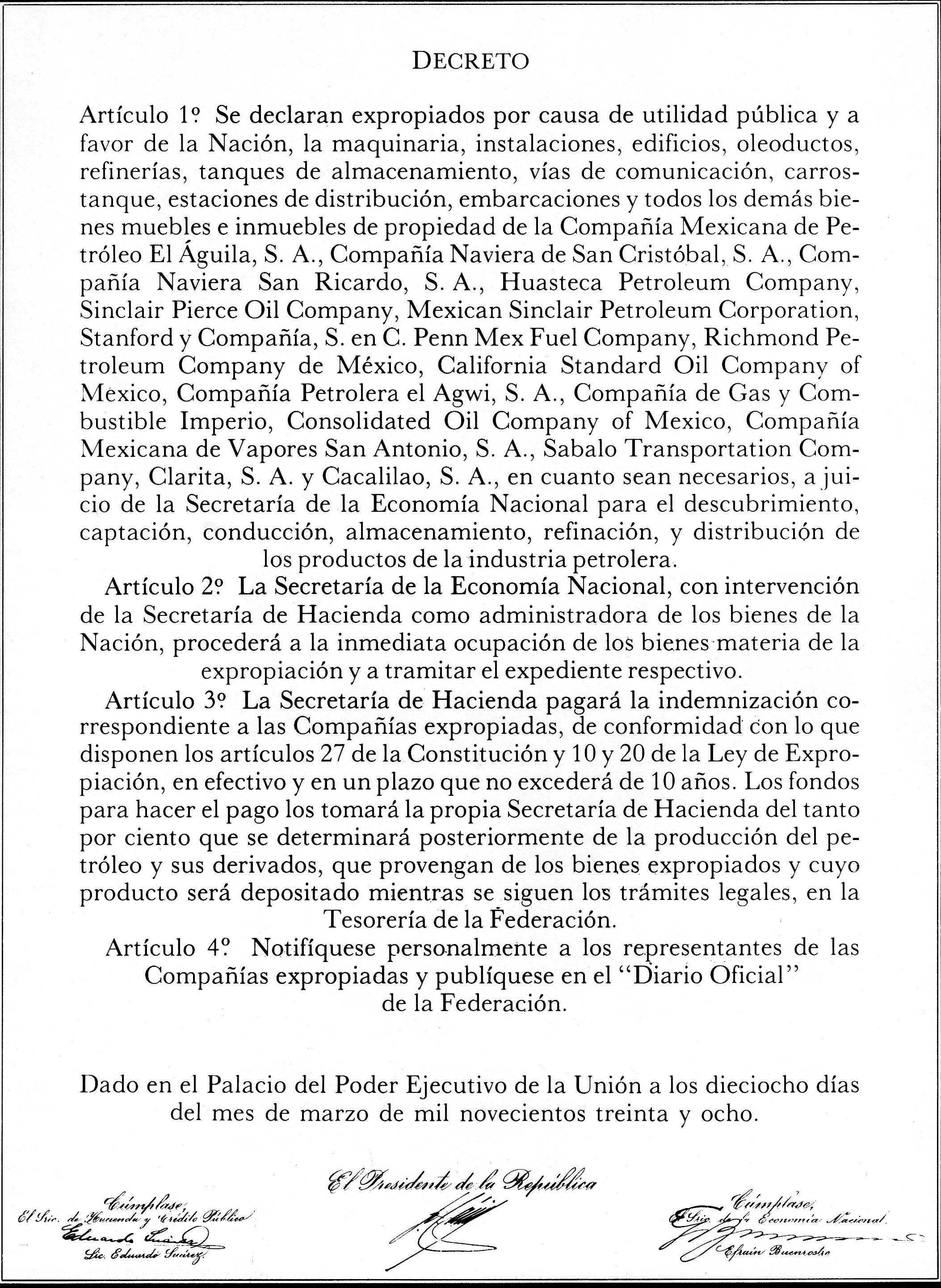
Decreto expropiatorio firmado por el presidente Lázaro Cárdenas, por el secretario de Hacienda Eduardo Suárez Aránzolo y por el secretario de Economía Nacional Efraín Buenrostro Ochoa.

Fueron declarados expropiados los bienes muebles e inmuebles de la Compañía Mexicana de Petróleo El Águila, la Compañía Naviera de San Cristóbal, la Compañía Naviera San Ricardo, la Huasteca Petroleum Company, la Sinclair Pierce Oil Company, la Mexican Sinclair Petroleum Corporation, la Standford y Compañía, la Penn Mex Fuel Company,  la Richmond Petroleum Company de México, la California Standard Oil Company of México, la Compañía Petrolera El Agwi, la Compañía de Gas y Combustible Imperio, la Consolidated Oil Company of México, la Compañía Mexicana de Vapores San Antonio, la Sabalo Tranportation Company, Clarita S.A. y Cacalilao S.A.; la Secretaría de Economía Nacional con la intervención de la Secretaría de Hacienda procederían a la inmediata ocupación de los bienes. La Secretaría de Hacienda debería pagar la indemnización correspondiente en un plazo no mayor a 10 años.
Por tratarse de bienes muebles e inmuebles, se entendió que el decreto incluyó también a las empresas filiales de El Águila: Compañía Mexicana-Holandesa La Corona, J.P. Jonker Sucesores, International Petroleum Co., Tuxpan Petroleum Company, United Oils Production C., Rafael Ortega Sucesores, Compañía Consolidada de Fincas Urbanas, Compañía de Terrenos del Golfo, a las empresas filiales de la Huasteca: Mexican Petroleum Co., Cía Trascontinental de Petróleo, J. A. Brown y Compañía, International Petroleum Co., Compañía Petrolera Minerva, Doheny Bridge y Compañía, Green y Compañía, Tamiahua Petroleum Co., Tuxpan Petroleum Co., Compañía Petrolera Ulises; a las compañías filiales de Imperio: Compañía Mexicana de Oleoductos Imperio, Southern & Refining Co., Gulf Coast Corporation, Tampascas Oil Company, Mexican Eastern Oil Co., Mexican-Texas Petroleum & Asphalt Co., Sabino Gordo Petroleum Co.; y a la filial de Consolidated: Compañía Petrolera Franco-Española.

### Apoyo popular y creación de Pemex
El 23 de marzo, de forma espontánea, se reunieron cien mil personas de todas las clases sociales en una enorme manifestación de respaldo a la expropiación petrolera. El 19 de abril hubo una manifestación femenina en el Palacio de Bellas Artes, acudieron mujeres de todas las clases sociales, algunas regalaron joyas, otras objetos de bajo valor, incluso una anciana llevó una gallina para ayudar a cubrir el pago de la indemnización. Aunque se lograron reunir poco más de 2 millones de pesos, este era un monto realmente simbólico. Las colectas y la emisión de bonos para cubrir la indemnización a las compañías petroleras estuvieron lejos de solucionar el problema económico pero sí constituyeron movilizaciones impresionantes de la opinión pública en apoyo a la situación. Sectores como la Iglesia católica y algunos empresarios conservadores, que normalmente eran de opinión contraria a las decisiones del gobierno, en esta ocasión respaldaron al presidente. Para muchos, la expropiación significaba un sacudimiento final del imperialismo que por tanto tiempo había sangrado a México, impidiéndole confiar en su propia fuerza y capacidad.
Todos los empleados, técnicos e ingenieros extranjeros abandonaron las instalaciones petrolíferas. La Administración General del Petróleo Nacional (AGPN) fue el organismo que provisionalmente se hizo cargo de los bienes expropiados a las compañías petroleras. Al mes siguiente de la expropiación, por decreto, se creó la Distribuidora de Petróleos Mexicanos que se encargaría de la comercialización del petróleo y sus derivados; y por otro decreto, promulgado el 7 de junio y publicado el 20 de julio, se creó la compañía Petróleos Mexicanos (Pemex), la cual se encargaría de la exploración, producción y refinación del petróleo.

## Reacciones internacionales

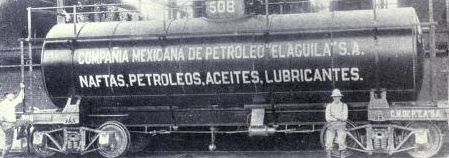
Vagón petrolero de la empresa "Compañía Mexicana de Petróleo El Águila, S.A." (Mexican Eagle Oil Company), hacia 1914.

El gobierno británico envió una serie de duras notas al gobierno mexicano exigiendo terminantemente la devolución de las propiedades de El Águila. Sin embargo, la empresa se había constituido como una compañía mexicana bajo leyes mexicanas y sus accionistas, si bien eran extranjeros, habían renunciado a su nacionalidad para este fin, por consiguiente, el gobierno británico no podía intervenir directamente en su favor.  Tras varias comunicaciones se rompieron las relaciones diplomáticas entre ambos países, no sin antes cubrir un pago de 361 737.17 pesos que era derivado de daños causados durante la época de la Revolución mexicana y que reclamó el gobierno europeo durante esta tensa situación.
El gobierno de los Países Bajos, cuyos inversionistas tenían primordialmente intereses en las compañías El Águila y La Corona, envió al encargado de negocios Arthur Methöfer para intentar defender los intereses de sus conciudadanos. Methöfer sostuvo comunicaciones escritas con el secretario de Relaciones Exteriores Eduardo Hay. Al igual que la postura británica, se negó a reconocer la legalidad de la expropiación y a exigir la devolución inmediata de los bienes expropiados o el pago inmediato por concepto de indemnización. Eduardo Hay respondió que debido a que las compañías se habían constituido bajo leyes mexicanas, los inversionistas se habían comprometido a no solicitar la intervención diplomática, a pesar de que Methöfer replicó que “la protección de las inversiones holandesas en el exterior era un interés vital del gobierno de los Países Bajos y un derecho que los compromisos que contrajesen compañías o accionistas individuales no podían perjudicar en nada”, exigiendo nuevamente el pago de la indemnización, el 31 de octubre Eduardo Hay reiteró que el gobierno de México estaba dispuesto y comprometido a hacerlo en el plazo estipulado. Después de ese último memorándum pasó mucho tiempo sin que el gobierno neerlandés volviese a comunicarse para tratar el tema del petróleo, en parte porque la compañía anglo-neerlandesa Royal Dutch Shell decidió ejercer presión sin la ayuda de su gobierno y en parte porque Methöfer comprendió que el gobierno cardenista no estaba dispuesto a dar marcha atrás al decreto expropiatorio.
Con Estados Unidos, las negociaciones fueron diferentes. Era necesario hacer un avalúo de los bienes expropiados. Cuando Cárdenas dio su discurso, dejó en claro que las riquezas del subsuelo pertenecían a la nación mexicana y por tanto no podrían considerarse como parte de la indemnización a los empresarios extranjeros. Las compañías por su parte suponían que la compensación sí debería de incluir el combustible estimado que se encontraba en el subsuelo. El presidente Franklin D. Roosevelt en un discurso público reconoció el derecho de México a expropiar las propiedades petroleras y aceptó que el pago de indemnización fuera valorado sobre los bienes muebles e inmuebles de las compañías sin incluir los mantos petrolíferos del subsuelo. Sin embargo, el secretario de Estado, Cordell Hull, apoyó la postura de los empresarios, exigió el pago inmediato y consideró que el monto de la indemnización debería incluir el valor de los mantos petrolíferos. El embajador Joseph Dainels tomó una postura conciliatoria, recomendó no interponer los intereses particulares de los empresarios a la política de buena vecindad para evitar que un distanciamiento diplomático permitiera que influencias italianas o alemanas se infiltraran en el sistema interamericano.

### Boicot y campaña mediática contra México

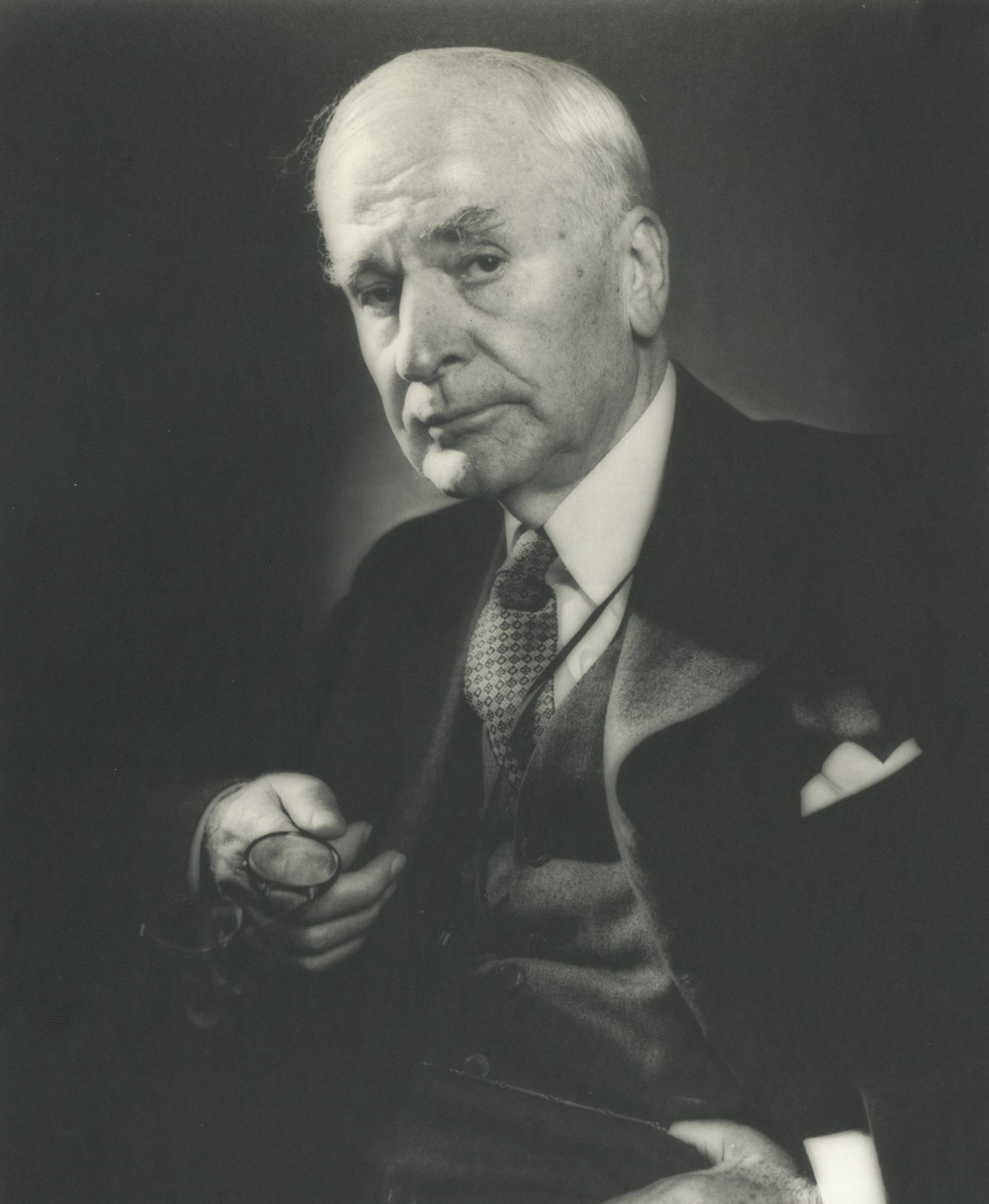
Cordell Hull, secretario de Estado de los Estados Unidos, con su política internacional presionó a la economía mexicana para favorecer a las compañías petroleras.

Las compañías Standard Oil de Nueva Jersey y la Royal Dutch Shell iniciaron un boicot contra México. Intentaron impedir que México adquiriese ciertos productos químicos indispensables para el proceso de refinación, como el tetraetilo de plomo, y maquinaria especializada. Este plan fue apoyado por diversas empresas estadounidenses que se negaron a cotizar o vender sus productos, como la Babcock & Wilcox, que vendía refacciones para calderas, la Peden Iron Works, que vendía maquinaria especializada, la Oil Well Supply Co., la Reagan Forge & Engineering Co. y la Gulf Oil Co., que vendían material para perforación, la Wilson Snyder Pump & Machinery Corp, que vendía bombas, la Ethyl Gasoline Corporation, que vendía fluido etílico, la Spang Chalfant Inc., que vendía tubería, la Ingersoll Rand Co., que vendía compresoras de aire, o la Auto Electric Distributors que vendía material eléctrico. El problema del tetraetilo de plomo, cuya producción se consideraba como tecnología de punta, se resolvió reformando la gasolina hasta obtener el mismo octanaje. Poco después los estudiantes de química del Instituto Politécnico Nacional y de la Universidad Nacional Autónoma de México lograron sintetizar el producto. Poco a poco, las compañías que vendían refacciones y maquinaria fueron cediendo cuando en México se optó por adquirir productos alemanes, italianos o de otros países europeos.
La Standard Oil Company de Nueva Jersey auspició una publicación en la revista The Lamp, en ella se afirmó que el valor expropiado a las compañías estadounidenses era de 2000 millones de dólares. En otros periódicos se manejaron cantidades de 450 millones de dólares. En la revista The Atlantic Monthly de julio de 1938 se publicó un artículo que contenía una gran cantidad de calumnias y embustes, como por ejemplo, que el petróleo que no se podía vender en México corría en arroyos hacia el mar, que se habían rentado los puertos mexicanos al Imperio japonés y que los aeropuertos eran usados por los fascistas. El propio embajador Daniels calificó de repulsivas estas publicaciones. Es posible, además, que las compañías petroleras hayan alentado los planes subversivos de Saturnino Cedillo y de algunos líderes inconformes del STPRM.
El Departamento de Estado coadyuvó con el boicot de diferentes maneras. Se suspendieron las compras de plata a México, las cuales representaban un monto promedio de 30 millones de dólares anuales, aunque después de 1938 las ventas fueron reanudadas en menores cantidades y menores precios debido al interés de los estadounidenses que aún eran propietarios de varias minas en México. En Estados Unidos las dependencias gubernamentales prohibieron el uso de los combustibles mexicanos, se dio preferencia a la importación del petróleo de Venezuela. El impuesto de importación para el petróleo mexicano se incrementó de 15 a 50 centavos de dólar mientras que el venezolano solo era gravado con 25 centavos de dólar. Se presionó a las compañías navieras para que no transportaran el petróleo mexicano. Se presionó a los gobiernos de los países del Caribe para que suspendieran los pedidos de petróleo que habían realizado a México.
La Dutch Shell logró embargar varios cargamentos de petróleo mexicano en los puertos de Bélgica y Francia argumentando que se trataba de petróleo robado, no obstante los tribunales europeos fallaron en favor del gobierno mexicano. En Mobile, Alabama, se encontraba en reparación el barco-tanque San Ricardo, fue necesario litigar en los tribunales estadounidenses durante varios meses para tomar posesión de esta embarcación la cual se rebautizó con el nombre de 18 de Marzo. Mientras se llevó a cabo este proceso, que finalmente falló a favor de México, se compró el barco-tanque cubano Amolco —al que se le matriculó con el nombre de Cuauhtémoc— de 3298 toneladas para transportar el petróleo de Tampico a Veracruz, con esta solución y el apoyo de los trabajadores de Ferrocarriles Nacionales de México pudo desplazarse el petróleo en el interior del país.

## Comercialización del petróleo mexicano

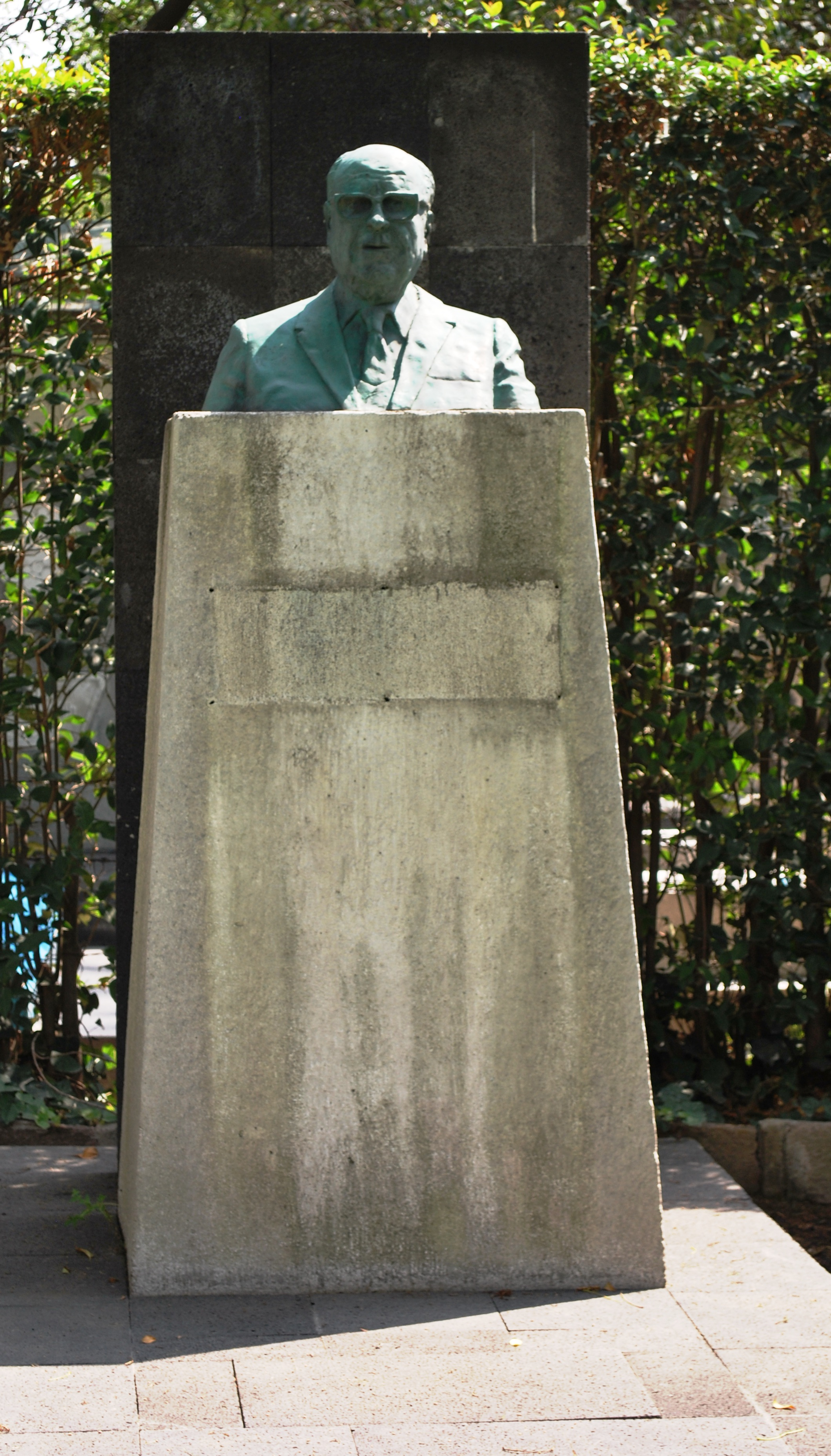
Jesús Silva Herzog, en 1937 formó parte de la comisión pericial que analizó los estados financieros de las compañías petroleras y en 1939 asumió la gerencia de la Distribuidora de Petróleos Mexicanos.

De acuerdo al discurso de Lázaro Cárdenas, la primera intención del gobierno mexicano era vender el petróleo a los países de tendencias democráticas. El subsecretario de Hacienda, Eduardo Villaseñor, viajó a Europa para tratar de cerrar un acuerdo comercial con Francia, sin embargo, el gobierno francés cedió a las presiones internacionales pues no quería quedar mal con el gobierno británico, especialmente por el ambiente de preguerra que se vivía en esa época. Villaseñor dirigió una carta a las autoridades francesas exponiendo que México se vería obligado a ofrecer su petróleo a las potencias del Eje, a pesar de la misiva, las negociaciones no prosperaron y Villaseñor regresó a México.
El boicot que emprendieron las compañías petroleras contra México pareció que tendría éxito durante los primeros meses posteriores a la expropiación. Sin embargo fue a través del estadounidense William Rhodes Davis y su compañía Davis & Co. como México empezó a vender su petróleo. La Davis & Co. sirvió como intermediara en el acuerdo comercial por el cual México embarcó petróleo a Italia a cambio de tres barcos petroleros que se construyeron en los astilleros de Ansaldo en Génova y suministro de artisela. William Rhodes Davis fue aún más lejos, logró contratos para vender el petróleo mexicano a Alemania, país del que se obtuvieron artículos manufacturados para estructuras de puentes, productos de industria pesada y, desde luego, dólares. De esta manera, México comerció con Italia desde finales de 1938 hasta que entró a la guerra y con Alemania de enero a agosto de 1939. La cantidad de petróleo que vendió México a Alemania fue insignificante comparada con la que le vendió la Standard Oil Company de Nueva Jersey, la compañía estadounidense refirió sus grandes ventas a Alemania en la revista Fortune, país al que consideró su mejor cliente de 1938. También se logró firmar un contrato con la Eastern States Petroleum Co. de Houston, una empresa refinadora que se encontraba en dificultades financieras. A diferencia de los casi 25 millones de barriles que se habían exportado en 1937, en 1938 solamente se lograron exportar 14.5 millones de barriles.
En mayo de 1939, tras fallecer Gustavo Espinoza Mireles, fue designado gerente de la Distribuidora de Petróleos Mexicanos Jesús Silva Herzog, durante su gestión se lograron vender 3 millones de barriles de crudo de Pánuco a la Cities Service Company y se firmó un contrato con la National Oil Corporation de Nueva York para suministrar 20 millones de barriles, en gran medida con la ayuda del ingeniero Valentín Garfias, quien era uno de los directores de la Cities y, por otra parte, con la ayuda de Lawrence Dugan, quien era jefe de la División de asuntos para Latinoamérica del Departamento de Estado. Asimismo, se firmaron pequeños contratos con Brasil, Argentina, Uruguay y Guatemala. Se hizo solamente una venta a Japón la cual no excedió de 2 millones de barriles, mientras que Estados Unidos continuó sus exportaciones petroleras a este país hasta julio de 1941. Fueron adquiridos dos barcos noruegos cada una con capacidad para transportar diez mil barriles: el Binta de 5876 toneladas y el Bisca de 6089 toneladas, que fueron rebautizados con los nombres de Cerro Azul y Tampico respectivamente. Un año más tarde, el 22 de abril de 1940, se adquirió el barco alemán Tine Asmussen de 6852 toneladas que se encontraba refugiado en Coatzacoalcos, a esta embarcación se le matriculó en la flota de Pemex con el nombre de Juan Casiano.

## Indemnización a las compañías petroleras

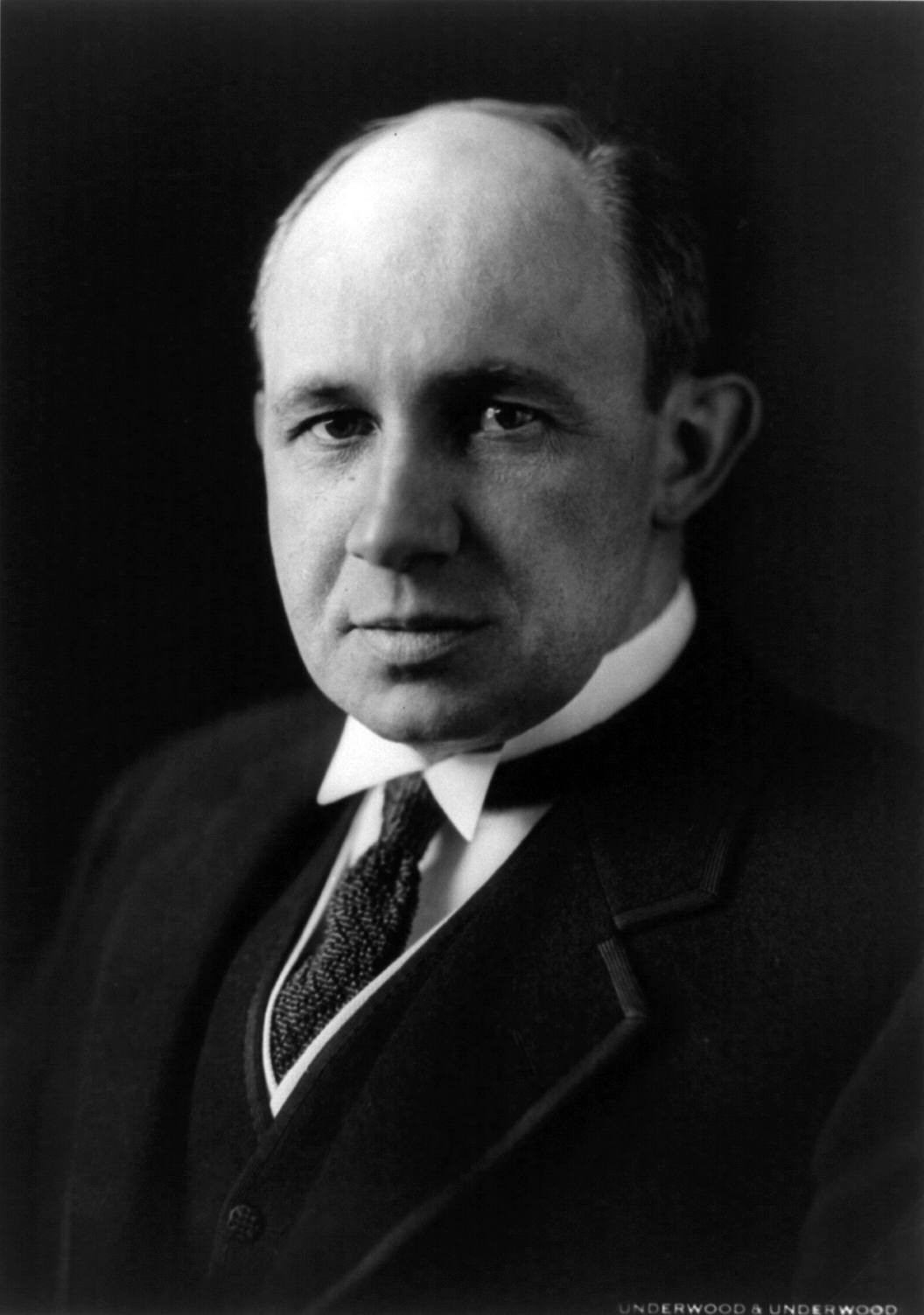
Donald R. Richberg, abogado, de la Standard Oil Co., negoció con el presidente Lázaro Cárdenas sin lograr un acuerdo.

Si bien el secretario de Estado Cordell Hull ejerció una dura política contra México para ayudar a las empresas petroleras, tuvo que reconfirmar el reconocimiento de su gobierno al derecho de México de expropiar las propiedades extranjeras, siempre y cuando, se llegase a un acuerdo entre las partes afectadas sobre el monto de las indemnizaciones. Fue hasta marzo de 1939 cuando el abogado de la Standard Oil Co., Donald R. Richberg, se entrevistó con el presidente Lázaro Cárdenas. Mientras que el presidente mexicano deseaba llegar a un acuerdo sobre el monto de la indemnización, el abogado pretendía formar una empresa o un grupo de empresas que volvieran a explotar el petróleo mexicano, pero esta vez dichas empresas estarían asociadas con el gobierno mexicano. Entre los puntos solicitados por las empresas petroleras se reconocía al Estado mexicano como dueño de los suelos y subsuelos nacionales, pero se pedía seguir realizando operaciones de extracción por al menos cincuenta años, para lo cual, se elaboraría un contrato sobre las condiciones laborales y un régimen fiscal preferente, y, de cualquier forma, se fijaría un monto de indemnización por concepto de la expropiación. En contraparte, el gobierno mexicano expresó sus condiciones, las compañías petroleras deberían reconocer al Estado mexicano como el único y exclusivo propietario del petróleo; tanto la explotación como la distribución en el mercado nacional sería tarea exclusiva del gobierno mexicano; una vez cubierta la demanda interior, el excedente sería puesto a disposición de las compañías petroleras como pago por concepto de la indemnización. Las negociaciones no prosperaron cuando Cárdenas propuso como condición in-negociable que el control del petróleo quedaría en manos del gobierno mexicano.

### Negociaciones con el Grupo Sinclair

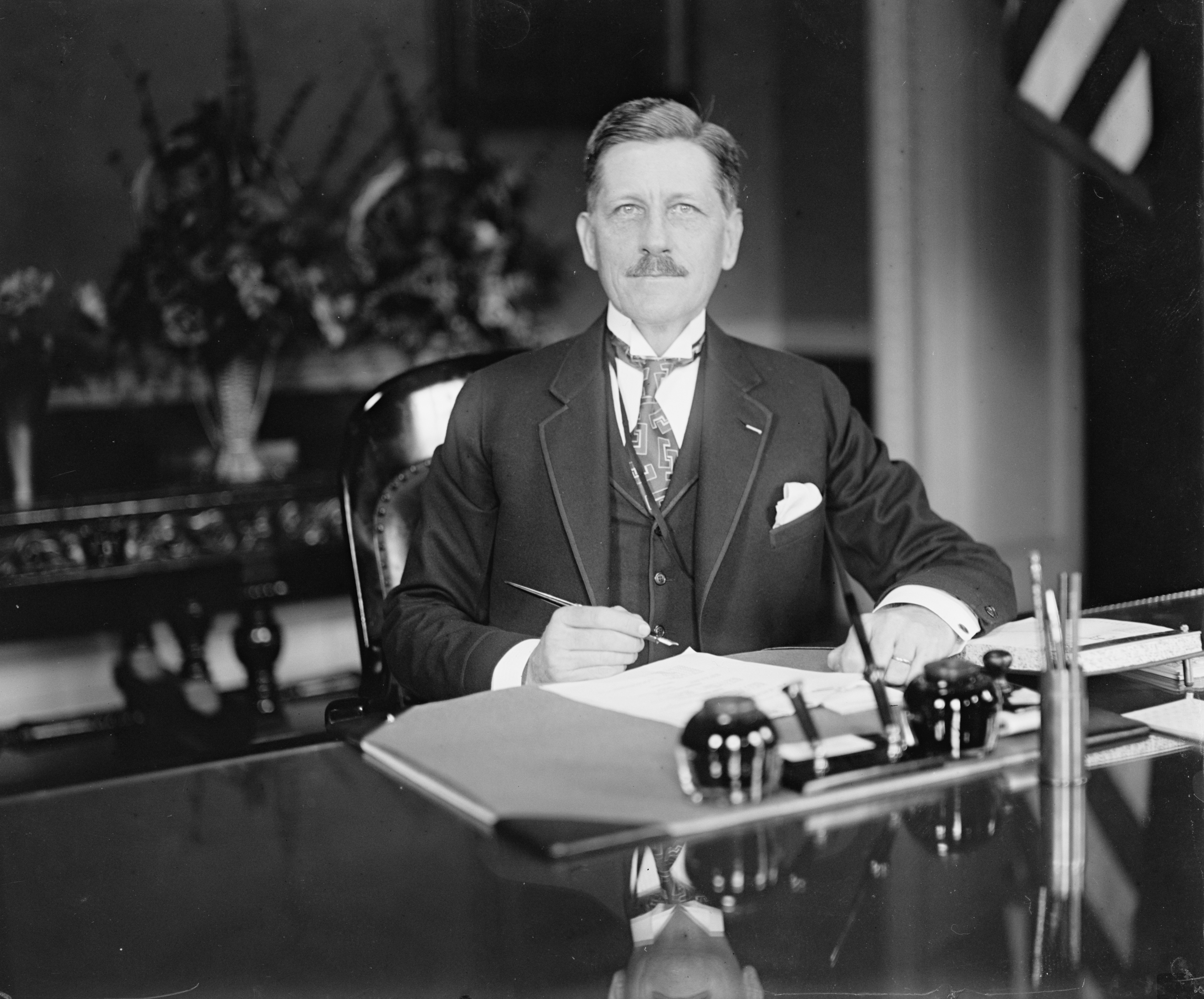
Coronel Patrick J. Hurley, fungió como portavoz del Grupo Sinclair y participó en las conversaciones para su indemnización.

Durante los meses de octubre y noviembre de 1939, el coronel Patrick J. Hurley —quien había sido secretario de Guerra durante la administración del presidente Herbert Hoover— mantuvo conversaciones secretas con el embajador Francisco Castillo Nájera, en ellas expresó las intenciones de la Sinclair Pierce Oil Co. para formalizar un acuerdo de indemnización. Las pretensiones de la Sinclair inicialmente eran de aproximadamente 32 millones de dólares, cantidad que era inadmisible para el gobierno mexicano.  De diciembre a febrero se sostuvieron nuevas conversaciones, incluso en alguna de ellas llegó a participar el líder obrero John L. Lewis, y, por supuesto, se sumaron a las negociaciones el licenciado Eduardo Suárez y Jesús Silva Herzog, las pretensiones de la Sinclair bajaron a 14 millones de dólares. Finalmente, el 1 de mayo de 1940, la Sinclair firmó un acuerdo con el gobierno mexicano por un monto de 8.5 millones de dólares que sería cubierto en tres años y un contrato de compra venta por 20 millones de barriles que serían suministrados por Pemex a un precio inferior al del mercado pero en el límite de sus costos de producción. Es decir, esta cantidad osciló entre los 13 y 14 millones de dólares, en realidad el grupo Sinclair recibió más dinero de lo que valían sus instalaciones, pero se sentó un precedente con el que México pudo confirmar con hechos su intención de pagar las indemnizaciones a las compañías petroleras. El gobierno mexicano pudo entonces argumentar que eran la Standard Oil y la Dutch Shell las que mantenían posturas intransigentes por negarse a negociar un acuerdo de indemnización.

### Situación durante la Segunda Guerra Mundial

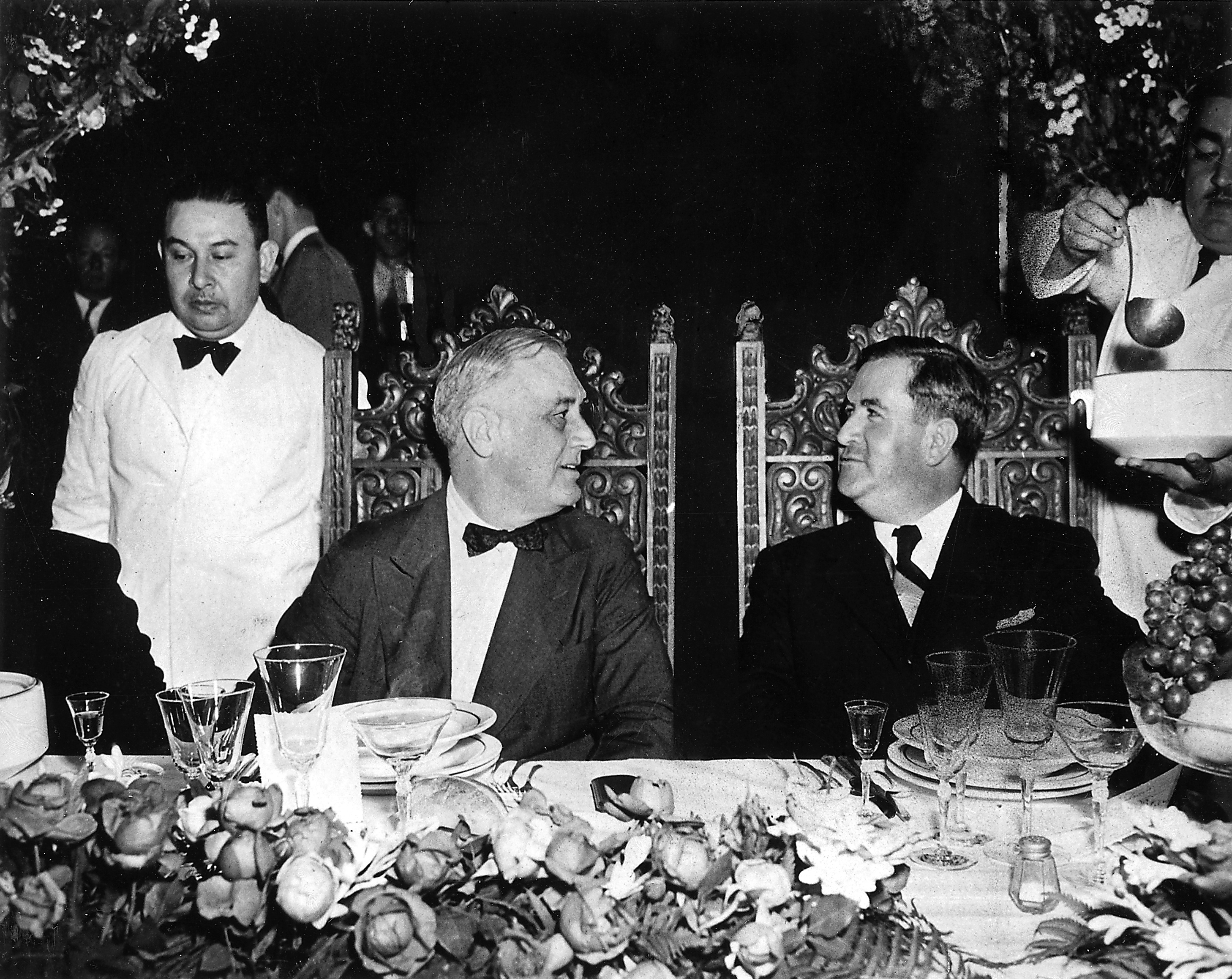
Manuel Ávila Camacho y Franklin Delano Roosevelt, mediante la firma del Convenio del Buen Vecino, unieron esfuerzos para poner fin a los conflictos entre México y Estados Unidos y hacer un frente antifascista en América.

Manuel Ávila Camacho asumió el cargo de presidente de México en diciembre de 1940. Con el desarrollo de la Segunda Guerra Mundial, el presidente Franklin Delano Roosevelt tuvo más interés en la alianza estratégica con México para crear un bloque antifascista que en proteger los intereses de las compañías privadas. El gobierno estadounidense requería cooperación para vigilar sus fronteras y costas, pistas de aterrizaje para que sus aviones pudiesen hacer escala en México en sus vuelos hacia Panamá y asegurar el suministros de varias materias primas, entre ellas, el petróleo.  De esta forma, el 17 de noviembre de 1941 se firmó el Convenio del Buen Vecino (Good Neighbor Agreement). El gobierno mexicano se comprometió a pagar 40 millones de dólares por conceptos de reclamaciones originadas durante la Revolución mexicana, al mismo tiempo el gobierno estadounidense abrió una línea de crédito por este monto para estabilizar la moneda mexicana, la paridad cambiaria que había fluctuado se logró fijar en 4.85 pesos por dólar. El Departamento de Estado reanudó las compras de plata a México en un monto promedio de 6 millones de onzas mensuales. Adicionalmente, se otorgó un crédito por 20 millones de dólares para que fuese invertido en el sistema mexicano de transporte para así garantizar el abasto de materias primas que requerían los Estados Unidos. Para poder suministrar petróleo a Estados Unidos, Pemex constituyó en ese país la empresa México Shipping and Trade Company con la que adquirió seis buques que navegaron con bandera estadounidense: Los Ángeles, Hugoton, Hoxbar, Dillwing, Hasley y Aztec que serían renombrados como Toteco, Tamaulipas, Veracruz, Cacalilao, Furbero y Azteca.
En 1938, México había votado durante la Conferencia Panamerica a favor de establecer una solidaridad continental en contra de las influencias no americanas y no democráticas, en alusión a los gobiernos de Adolf Hitler y Benito Mussolini, no obstante, y debido principalmente al boicot, mantuvo una relación económica y comercial con estos países. Paso a paso, las relaciones comerciales y diplomáticas de México con Alemania e Italia se fueron deteriorando. Los tres barcos que habían sido adquiridos a la compañía Ansaldo —cuyos nombres serían Poza Rica, Minatitlán y Pánuco— nunca fueron entregados a México porque el gobierno de Italia los incautó por motivos de la guerra. Por su parte, el 8 de abril de 1941 México utilizó el controvertido recurso del derecho de angaria para incautar nueve naves italianas y tres naves alemanas, aduciendo, como país no beligerante, la afectación que había sufrido su tráfico comercial. De esta manera, fueron incautados los barcos italianos Lucifero, Genoano, Americano, Atlas, Vigor, Stelvio, Tuscania, Fede, Giorgio Fazzio y los barcos alemanes Hameln, Orinoco y Marina O., que fueron abanderados como Potrero del Llano, Faja de Oro, Túxpam, Las Choapas, Amatlán, Ébano, Minatitlán, Poza Rica, Pánuco, Oaxaca, Puebla y Tabasco respectivamente, y, en su mayoría, puestos a la disposición de Pemex.
El 7 de diciembre de 1941 se llevó a cabo el ataque a Pearl Harbor, el día 8 Estados Unidos declaró la guerra a Japón y el día 11 inició oficialmente sus actividades bélicas contra la Alemania nazi. México rompió su relación con Japón de forma inmediata a los Estados Unidos. El 9 de diciembre se creó la Región Militar del Pacífico con sede en Ensenada, Baja California. De igual forma, el 11 de diciembre, México rompió relaciones diplomáticas con Italia y Alemania. En este acto de solidaridad panamericana con Estados Unidos, México no declaró la guerra, por el momento, a ninguna de las potencias del Eje.

### Negociaciones con el Departamento de Estado de los Estados Unidos

Mapa que muestra los lugares donde fueron hundidos 6 buques de bandera mexicana por submarinos alemanes en 1942 y el Juan Casiano que se hundió por colisión contra un barco escolta durante una tormenta en 1944.

A pesar de la oposición de los empresarios petroleros para negociar una indemnización, se creó una comisión intergubernamental para valuar las indemnizaciones correspondientes a la Standard Oil Company y otras empresas menores estadounidenses.  Si bien Roosevelt había estado de acuerdo en que la compensación debería calcularse de acuerdo a los bienes muebles e inmuebles de la superficie —los cuales oscilaban entre los 6 y 6.5 millones de dólares—, el Departamento de Estado negoció con el gobierno mexicano sobre bases diferentes. Tras largas deliberaciones que se llevaron a cabo desde 1941, la comisión valuadora emitió sus recomendaciones el 17 de abril de 1942: el monto a pagar a la Standard Oil debería ser de 24 millones de dólares los cuales serían cubiertos en un plazo de 5 años, mientras que con el Grupo Imperio sería un monto de 1.5 millones de dólares. El Grupo Imperio accedió a firmar el convenio, pero la Standard Oil no aceptó la propuesta. Ante las quejas de la Standard Oil, el secretario Cordell Hull respondió que la empresa estaba en libertad de aceptar o no las recomendaciones emitidas pero que el Departamento de Estado no iba a apoyar más sus intereses, pues no pensaba prolongar la controversia con el gobierno mexicano.
El 10 de abril y 6 de mayo de 1942 fueron hundidos por submarinos alemanes los barcos Tamaulipas y Furbero (Halsey) frente a las costas de Carolina del Norte y Florida, ambos estaban al servicio de Pemex pero navegaban con bandera estadounidense. Tras los hundimientos de los barcos petroleros Potrero del Llano, el 13 de mayo, y Faja de Oro, el 20 de mayo, que navegaban con bandera mexicana, finalmente, México declaró la guerra a las potencias del Eje el día 28 de mayo de 1942. Entre junio y septiembre fueron hundidos los barcos Túxpam, Las Choapas,  Amatlán y Oaxaca, con excepción de este último, todos transportaban petróleo. Para colaborar con los aliados se enrolaron en el ejército estadounidense 14 849 mexicanos, se realizó activa vigilancia en las costas, se permitió el uso de pistas de aterrizaje y de la infraestructura de ferrocarriles. Paulatinamente viajaron a Estados Unidos 302 775 trabajadores para cubrir la falta de mano de obra que hacía falta en este país a consecuencia de la guerra. Más tarde se formó el Escuadrón 201, el cual apoyó las acciones militares en Filipinas y Formosa.
No fue sino hasta el 1 de octubre de 1943 cuando la Standard Oil aceptó las recomendaciones emitidas por la comisión intergubernamental, no obstante logró negociar las condiciones de la indemnización hasta alcanzar un monto de 30 millones de dólares, el cual fue finiquitado en 1947.

### Negociaciones con la Royal Dutch Shell
El gobierno en el exilio de los Países Bajos y el gobierno de Gran Bretaña, mediante su Foreign Office, protestaron por las negociaciones que llevó a cabo el Departamento de Estado de los Estados Unidos con el gobierno mexicano. La Dutch Shell se oponía a cualquier acuerdo que previera tan solo el pago de una indemnización y que cerrara a la compañía la oportunidad de reiniciar sus operaciones. Por una parte, las relaciones diplomáticas entre México y Gran Bretaña se normalizaron el 22 de octubre de 1941 con la condición de no forzar ningún convenio con los accionistas de la Compañía Mexicana de Petróleo El Águila. Sin embargo, por otra parte, al gobierno neerlandés no le importaban las razones políticas ni estratégicas que habían motivado a los Estados Unidos a terminar la controversia petrolera con México, especialmente porque la invasión japonesa a Indonesia había despojado a la Shell de sus pozos petroleros haciéndola dependiente de los yacimientos venezolanos; si se consentía el acuerdo con México, se crearía un precedente que podría seguir como ejemplo el gobierno de Venezuela. En 1944 el Eximbank otorgó un préstamo a México de 1000 millones de dólares para ampliar la refinería de Azcapotzalco.
Fue hasta 1946 —después de concluida la guerra y con una franca política de apoyo de Estados Unidos a México en materia petrolera— cuando la gerencia de la Shell comenzó su acercamiento para negociar la indemnización de El Águila y sus filiales, sin la intervención diplomática de los gobiernos de Gran Bretaña ni de los Países Bajos. En marzo de 1947 el presidente estadounidense Harry S. Truman visitó la Ciudad de México, durante su estancia reafirmó al mundo su intención de continuar la política de buena vecindad y su interdependencia con México. 
El 15 de julio de 1947, iniciaron las negociaciones definitivas entre el gobierno de Miguel Alemán Valdés y los accionistas de El Águila; los acuerdos se suscribieron el 29 de agosto de 1947. El monto acordado por los bienes expropiados fue de 81.25 millones de dólares, al que se le aplicó un interés del 3% anual desde 1938 para llegar a una suma total de poco más de 130 millones de dólares, los cuales serían finiquitados en un plazo de 15 años. Por mera formalidad, el representante neerlandés en México, J. C. Kielstra, y el representante británico, Charles Bateman, fueron notificados de la firma del convenio entre la Shell y el gobierno mexicano.
El Poza Rica, uno de los tres barcos que habían sido construidos en los astilleros de Ansaldo, había sido embargado en Inglaterra cuando terminó la guerra. Tras un largo litigio fue regresado a Pemex en 1952, y debido a que su nombre original ya había sido utilizado para otra embarcación fue matriculado con el nombre de General Lázaro Cárdenas. El 18 de septiembre de 1962, los pagos correspondientes a la indemnización de la Shell fueron totalmente liquidados.

## Producción petrolera

Volúmenes históricos de producción y exportación de petróleo en México, de 1901 a 2004.

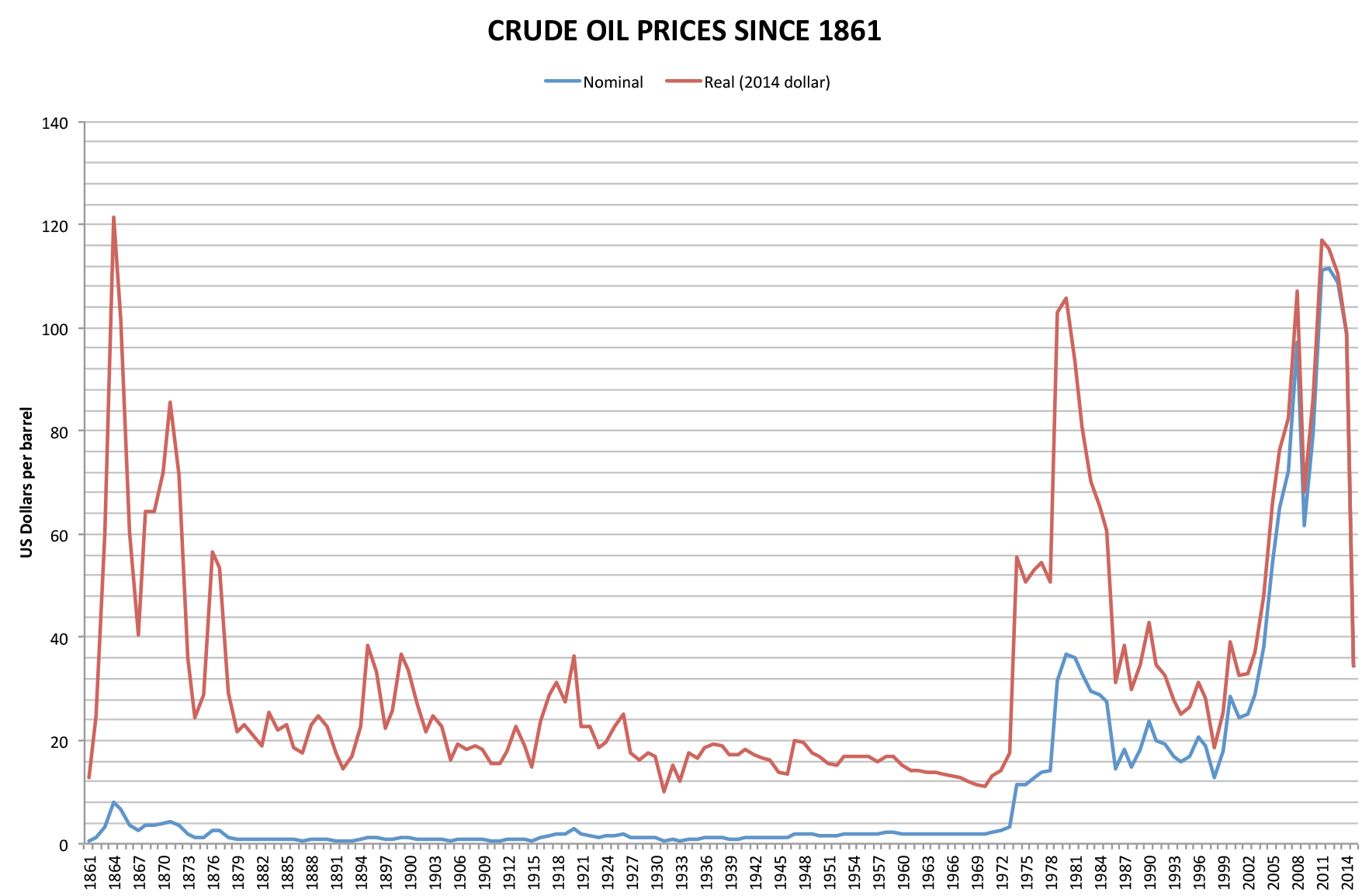
Precios históricos del barril de petróleo de 1861 a 2011.

La producción de 1911 fue de 12.5 millones de barriles, durante la Revolución mexicana los volúmenes de producción fueron en aumento hasta alcanzar la cifra de 55 millones de barriles en 1917. Una vez promulgada la nueva Constitución, durante los tres años siguientes en los que permanecieron levantadas en armas las fuerzas rebeldes de Manuel Peláez la producción estimada fue de 64, 87 y 158 millones de barriles. En 1921 se alcanzó la cifra récord de 193.3 millones de barriles.  A partir de entonces los pozos de la Faja de Oro mostraron síntomas de agotamiento al detectarse agua salada en algunos de ellos. Durante estos años de auge casi toda la producción fue exportada, en 1922, cuando la producción descendió a 182 millones de barriles solo el 1% fue para el consumo nacional. Poco a poco las necesidades de este combustible se incrementaron en México, para 1928 se consumió el 21% de la producción nacional y para 1932 el 37.5%.
En 1924, México abasteció el 14% de la producción mundial de petróleo, pero para 1932 el volumen de producción descendió hasta la cifra de 32 millones de barriles, eso significó tan solo el 3% de la producción mundial de ese año. En 1937, un año antes de expropiación, la producción fue de 46 millones de barriles. Una vez realizado el acto de expropiación, las compañías petroleras pensaron que con el boicot México no podría desplazar su petróleo, pero con la ayuda de la William Rhodes Davis y su compañía para desplazar el producto a Italia y Alemania, el descenso de la producción y el incremento del consumo interno el gobierno cardenista pudo superar la situación. En 1940 la producción de petróleo en México fue de 44 millones de barriles, en 1943 descendió a 35.1 millones, en 1945, la producción fue de 45.3 millones de barriles. 
Entre 1941 y 1946 Pemex perforó 159 pozos con un éxito del 16% de localización de petróleo, pero entre 1947 y 1958 se hicieron 1621 perforaciones con un éxito del 30%. En 1952 se descubrieron nuevos yacimientos en la cuenca de Tampico y Túxpam, a esta zona petrolera se le llamó Nueva Faja de Oro, la cual aportó el 50% de la producción nacional. A diferencia de los 56 pozos petroleros que había en producción en 1945, en 1956 eran 402 pozos los que se explotaban. En 1950 la producción fue de 72 millones de barriles y en 1958 de 93.5 millones, si bien este incremento fue significativo, la cifra era muy lejana a los volúmenes de producción que se habían alcanzado en 1921.
De 1960 a 1972 el consumo interno del país se incrementó en un promedio anual del 10% mientras que la producción solo tuvo un crecimiento del 4.1%. En 1966, por primera vez en su historia, Pemex dejó de exportar petróleo, en 1971 fue necesario importar crudo, en un volumen equivalente al 15% del consumo nacional, así como otros productos petrolíferos. En 1973 México recuperó su autosuficiencia petrolera. Con el descubrimiento de los campos petroleros de la zona de Reforma, Chiapas, en 1974 se alcanzó la cifra de 209.8 millones de barriles, finalmente se rompió el récord de producción de 1921. En 1982, con las perforaciones de la sonda de Campeche el volumen de producción anual fue de 1002 millones de barriles, en 1983 Pemex exportó el 58% de su producción.
En 1986, por el incremento de volumen en la producción mundial, el precio del petróleo se desplomó hasta los 16.50 dólares por barril. Ese año la producción fue de 886 millones de barriles mientras que la exportación fue de 470 millones. Durante los siguientes ocho años la producción osciló entre los 927 y 955 millones de barriles y las exportaciones oscilaron entre los 477 y 491 millones de barriles. En 1996 se exportaron 563 millones de barriles y en 2004 se exportaron 683 millones, el volumen de producción en 2005 fue de 1237 millones de barriles.